# La Reine des neiges (film, 2013)
Pour les articles homonymes, voir La Reine des neiges (homonymie).
Vous lisez un « bon article » labellisé en 2015.
Série Classiques d'animation Disney
Les Mondes de Ralph
(2012) Les Nouveaux Héros
(2014)
Série La Reine des neiges
La Reine des neiges 2
(2019)
Pour plus de détails, voir Fiche technique et Distribution.
La Reine des neiges (Frozen) est le 128e long-métrage d'animation et le 53e « Classique d'animation » des studios Disney. Sorti en 2013 et réalisé par Chris Buck et Jennifer Lee, il est librement inspiré du conte éponyme de Hans Christian Andersen publié en 1844.
Il raconte l'histoire de l'optimiste et intrépide princesse Anna, partie en voyage aux côtés de Kristoff le montagnard, de Sven, son fidèle renne, et d'un bonhomme de neige parlant nommé Olaf afin de retrouver sa sœur, Elsa, auto-exilée à cause de ses immenses pouvoirs de glaciation non maitrisés, qui ont accidentellement plongé le royaume d'Arendelle dans un hiver éternel.
Après plusieurs années de réflexion et de tentatives d'adaptation abandonnées, le film est définitivement mis en production en 2011 sur un scénario de Jennifer Lee, qui co-réalise le film avec Chris Buck. Idina Menzel, Kristen Bell, Jonathan Groff, Josh Gad et Santino Fontana prêtent leur voix aux personnages principaux, la musique est composée par Christophe Beck, les chansons par Kristen Anderson-Lopez et Robert Lopez.
Le film reçoit un accueil critique très positif et connaît un grand succès. Certaines critiques considèrent La Reine des neiges comme le meilleur film d'animation musical depuis l'ère de la Renaissance Disney. Il devient le plus grand succès au box-office mondial pour un film d'animation en dépassant le milliard de dollars de recettes de Toy Story 3, dépassé ensuite par La Reine des neiges 2. Le film a été largement récompensé aux Annie Awards 2014, aux Oscars du cinéma 2014 et aux Golden Globes 2014. La chanson Let It Go interprétée par Idina Menzel est devenue un succès planétaire.

## Synopsis

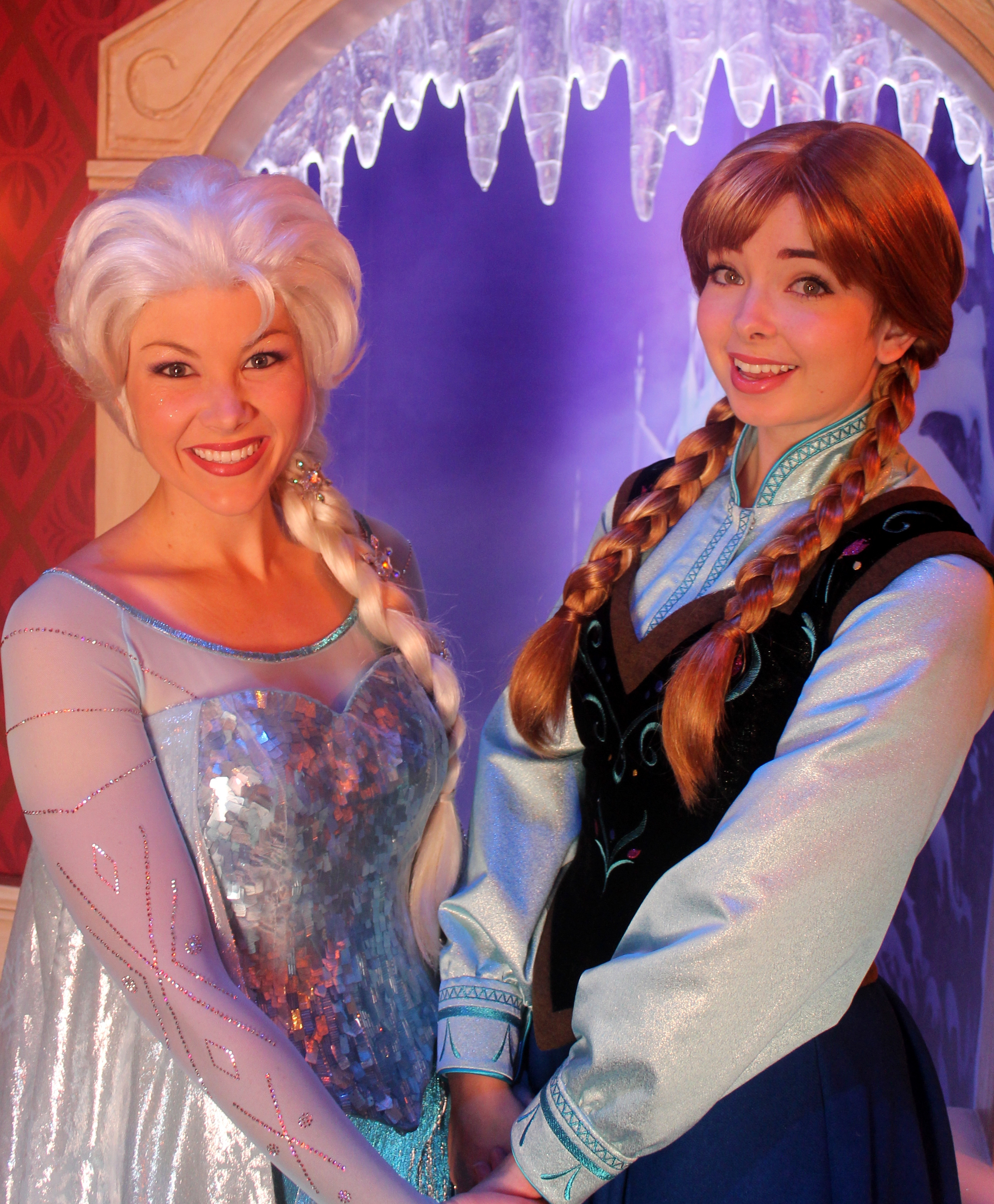
Cosplays d'Elsa et d'Anna à Disneyland.

Elsa et Anna sont deux sœurs, princesses du royaume d'Arendelle, qui ont respectivement huit et cinq ans. Elles sont les filles du roi et de la reine d'Arendelle. Elsa, la grande sœur, possède le pouvoir de créer de la neige et de la glace d'un geste de la main ou du pied. Ensemble, elles s'amusent de cette magie dans la salle du trône faisant des bonshommes de neige et des glissades. Mais un jour, Elsa blesse sa sœur Anna en lui jetant accidentellement un jet de glace à la tête. À la suite de cet incident, Anna aura une mèche blanche dans les cheveux.
Les parents emmènent leurs deux filles, Anna et Elsa, chez les trolls. Là, le sage des trolls guérit Anna et lui efface par précaution tous les souvenirs de la magie pour qu'elle ne demande plus à Elsa de faire des tours. Il prévient Elsa que ses pouvoirs ne feront que croître et qu'elle doit apprendre à les contrôler. La peur sera sa pire ennemie.
En attendant, le roi prend des précautions. Afin que les pouvoirs d'Elsa ne s'ébruitent pas, il limite les contacts avec l'extérieur et le personnel. Pour éviter tout nouvel accident, les deux sœurs sont séparées. Désormais, chacune a sa chambre et elles ne peuvent plus jouer ensemble. Elsa doit aussi porter des gants pour qu'elle ne forme pas de la glace sur tout ce qu’elle touche.
Plusieurs années plus tard, les deux sœurs, Anna et Elsa, sont adolescentes ; leurs parents partent en voyage, mais leur bateau est pris dans une tempête et fait naufrage. Respectant toujours les précautions de son père et de sa mère, Elsa n'ouvre pas sa porte à sa jeune sœur Anna et chacune doit faire son deuil de son côté.
Trois ans plus tard, Elsa a l'âge pour devenir reine et doit succéder à son père et à sa mère décédés. Exceptionnellement, le château ouvre ses portes à la population et aux notables pour le couronnement. Durant le bal qui suit, les deux sœurs se retrouvent et sympathisent. Anna rencontre aussi le prince Hans des Îles du Sud. Ils font connaissance et tombent amoureux. Hans demande à Anna de l'épouser. Elle accepte et le présente à Elsa. Mais celle-ci refuse de donner sa bénédiction à un mariage aussi soudain. Le ton monte entre les deux sœurs. Anna arrache un gant d'Elsa et celle-ci fait un geste malencontreux et dévoile ses pouvoirs en formant un arc de glace autour d'elle. L'assemblée est stupéfaite et déjà on parle de sorcellerie. Craignant d'être arrêtée et condamnée, Elsa quitte le château et fuit vers le nord. Alors qu'on est en été, il commence à neiger. Anna, se sentant coupable, demande son cheval et part à la recherche de sa sœur en espérant pouvoir tout arranger.
Le lendemain, tout le royaume est couvert d'une épaisse couche de neige. D'abord à cheval puis à pied, Anna avance péniblement. Le soir, elle arrive à un commerce perdu dans les bois. Elle y achète des vêtements chauds et demande au vendeur s'il n'a pas vu passer la reine. Alors, entre un jeune montagnard vendeur de glace nommé Kristoff. Il indique que la tempête de neige vient de la montagne du Nord. Anna obtient de lui qu'il l'y mène avec son traîneau.
Après quelques péripéties, elle retrouve Elsa dans un palais de glace confectionné par cette dernière. Mais elle ne parvient pas à la convaincre de revenir à Arendelle ni de mettre un terme à cet hiver. Elsa lui répond que cela lui est impossible et lui demande de partir craignant un nouvel accident. Devant l'insistance d'Anna, elle perd son calme et lui jette encore involontairement un sort ; mais cette fois elle la touche au cœur. Comme Anna se relève et refuse toujours de partir, elle emploie les grands moyens en créant avec ses pouvoirs Marshmallow, un monstre de neige dévoué qui se charge de la faire sortir.
Dehors, Kristoff remarque que les cheveux d'Anna blanchissent et s'en inquiète. Il la mène chez les trolls pour la soigner. Le sage constate qu'Elsa a mis de la glace dans le cœur d'Anna et annonce qu'elle va se changer en statue de glace. Il ne peut rien faire : seul un geste d'amour tendre et sincère peut dégeler un cœur de glace. Alors, Kristoff propose de ramener Anna auprès de Hans afin qu'il lui donne un baiser comme geste d'amour.
Auparavant, au château, Hans a vu revenir le cheval d'Anna seul. Croyant qu'elle était en danger, il était parti à sa recherche avec quelques volontaires. Il ne trouve pas Anna mais découvre le palais de glace d'Elsa. Là, il parvient à la capturer et la ramène prisonnière au château d'Arendelle.
Peu après, Kristoff arrive au château avec Anna transie. Il la confie au personnel mais lui doit rester dehors. Hans refuse de donner un baiser à Anna et lui avoue qu'il ne voulait l'épouser que pour accéder au trône. Profitant de la situation, il l'enferme dans une chambre sans feu pour la laisser mourir de froid puis, sans attendre sa mort, il prétend aux notables qu'elle est déjà morte assassinée par sa sœur et ordonne l'exécution d'Elsa.
Elsa, dans sa cellule, entend qu'on vient la chercher. Apeurée, elle rompt ses chaînes et brise le mur extérieur avec ses pouvoirs et parvient ainsi à s'échapper. Dehors, elle provoque encore par sa peur une tempête de neige.
Résigné, Kristoff s'était déjà bien éloigné lorsqu'il aperçoit la tempête autour du château. Il craint pour Anna et fait demi-tour. Quant à Anna, elle s'échappe par une fenêtre et part à la rencontre de Kristoff, son dernier espoir de guérison. Elle vient de comprendre que, par son dévouement désintéressé, il a prouvé son amour.
Hans parvient à rejoindre Elsa et prétend que sa sœur est morte. Elsa est atterrée et la tempête s'arrête. Non loin de là, Anna qui titube vers Kristoff aperçoit Hans qui s'approche d'Elsa une épée à la main. Elle change alors de direction et emploie ses dernières forces pour s'interposer juste à temps entre Hans et Elsa. Là, elle se transforme en statue de glace et l'épée de Hans se casse sur sa main. Elsa se relève et reconnaît sa sœur dans cette statue de glace. La croyant perdue, elle ose la toucher, l'embrasse et pleure accrochée à son cou.
Alors que les témoins de cette scène baissent la tête en signe de deuil, Anna dégèle à partir du cœur et reprend vie. Elsa comprend qu'avec l'amour elle peut inverser ses pouvoirs et fait disparaître en tendant ses bras toute la glace et la neige du royaume.
Hans est arrêté et renvoyé dans son pays. Kristoff reçoit un nouveau traîneau en dédommagement et obtient d'Anna le droit de l'embrasser. Dorénavant, Elsa maîtrise ses pouvoirs et regagne ainsi la confiance de ses sujets. Elle transforme la cour du château en patinoire et c'est sans crainte qu'elle ose tenir sa sœur pour lui apprendre à patiner.

## Fiche technique
- Titre original : Frozen

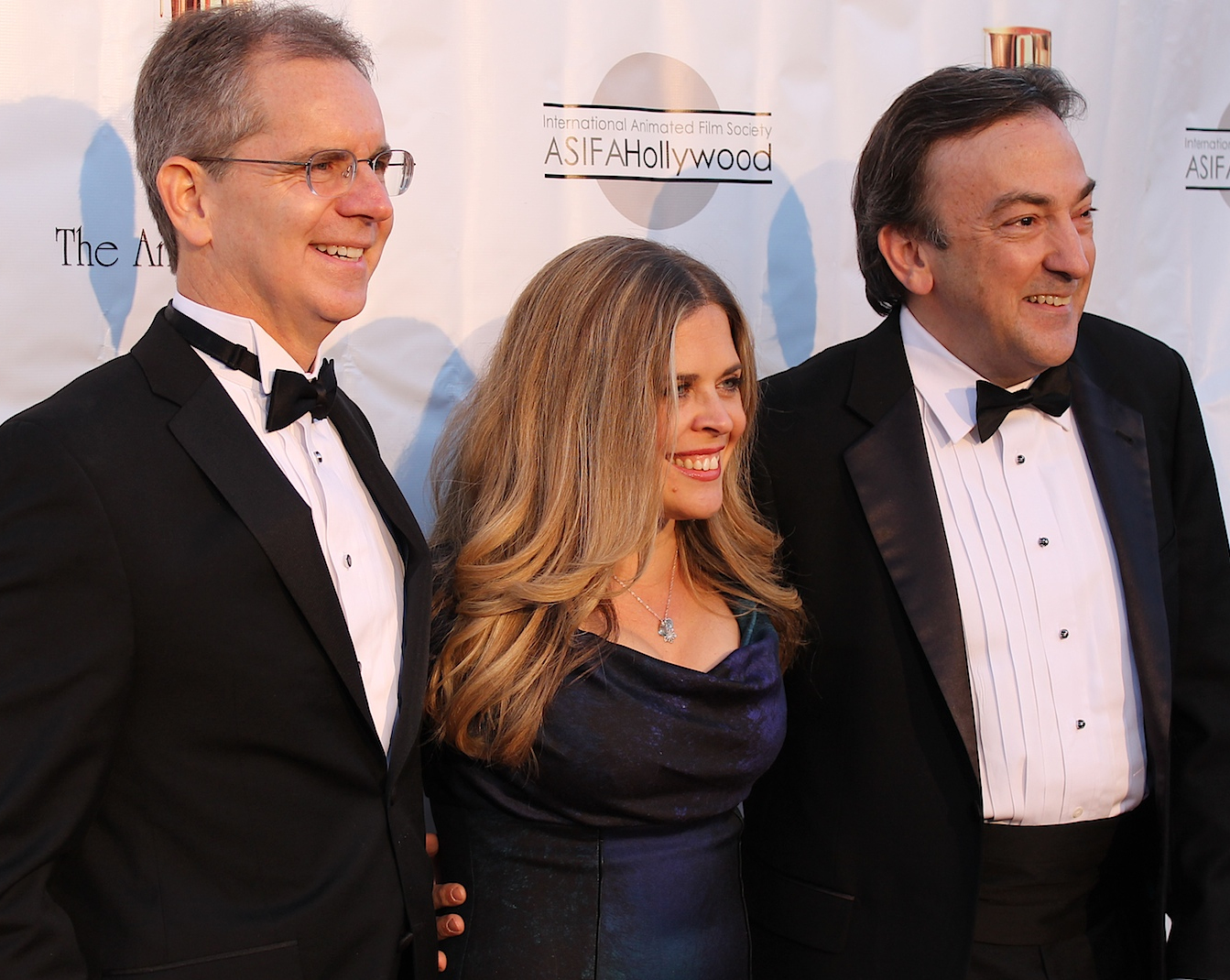
Chris Buck, Jennifer Lee et Peter Del Vecho aux Annie Awards 2014.

- Titre français : La Reine des neiges
- Réalisation : Chris Buck et Jennifer Lee
- Scénario : Jennifer Lee d'après le conte La Reine des neiges de Hans Christian Andersen et d'après une histoire originale de Chris Buck, Shane Morris et Jennifer Lee.
- Storyboard : Chris Williams, Stephen J. Anderson, Kelly Asbury, Nathan Greno, Dean Wellins et Mark Kennedy
- Animation : Lino DiSalvo (chef de l'animation)
- Responsable de l'histoire : Paul Briggs
- Direction artistique : Michael Giaimo
- Musique : Christophe Beck
  - Chansons : Kristen Anderson-Lopez (paroles) et Robert Lopez (musique)
- Production : John Lasseter (exécutif), Peter Del Vecho et Aimee Scribner (associés)
- Société de production : Walt Disney Animation Studios
- Société de distribution : Walt Disney Pictures (États-Unis), The Walt Disney Company France (France)
- Budget : 150 000 000 USD (215 000 000 USD avec promotion[2])
- Pays d'origine : États-Unis
- Langue originale : anglais
- Format : couleur - 35 mm - 2.39:1 / 2.24:1 (open matte) / 1.78:1 (TV version) - Dolby Atmos
- Genre : Animation, aventure, fantasy et comédie, film musical
- Durée : 102 minutes
- Dates de sortie[3] :
  - États-Unis et Canada : 27 novembre 2013
  - France, Belgique : 4 décembre 2013

 Sources : IMDb et Allociné.

## Distribution

### Voix originales
Source : IMDb et Allociné, sauf référence spécifiée. Les informations entre crochets sont données en plus sur IMDb.

Voix principales originales
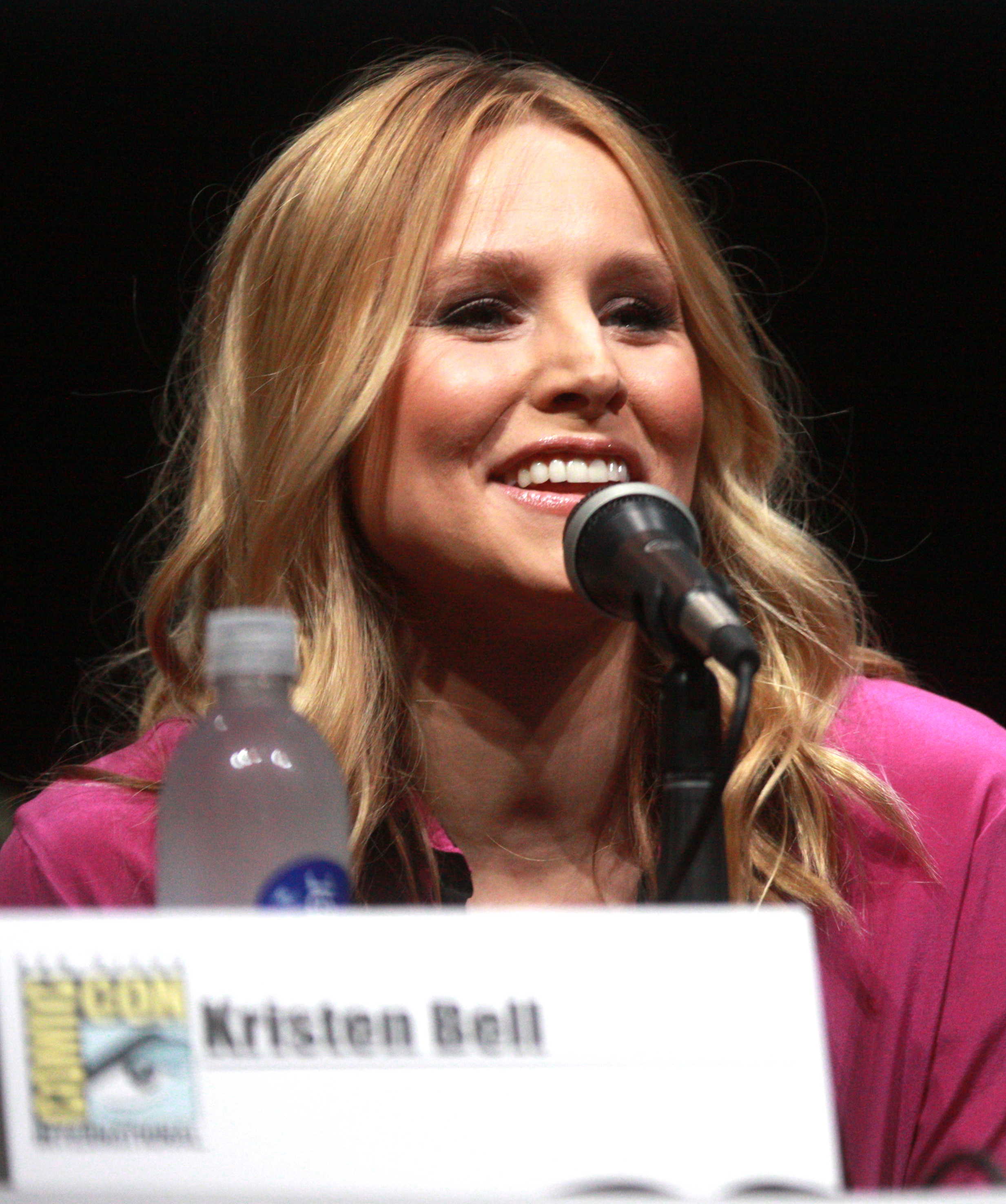
Kristen Bell, la voix d'Anna.
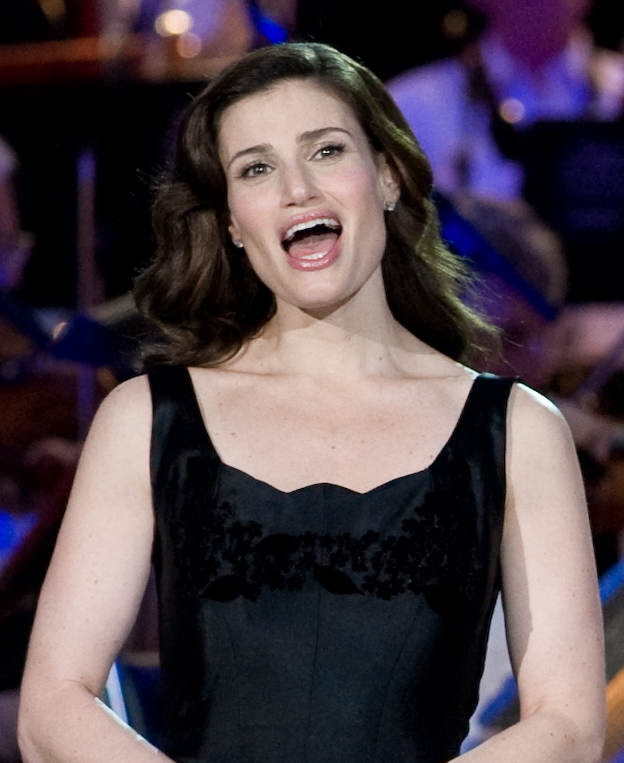
Idina Menzel, la voix d'Elsa, la reine des neiges.
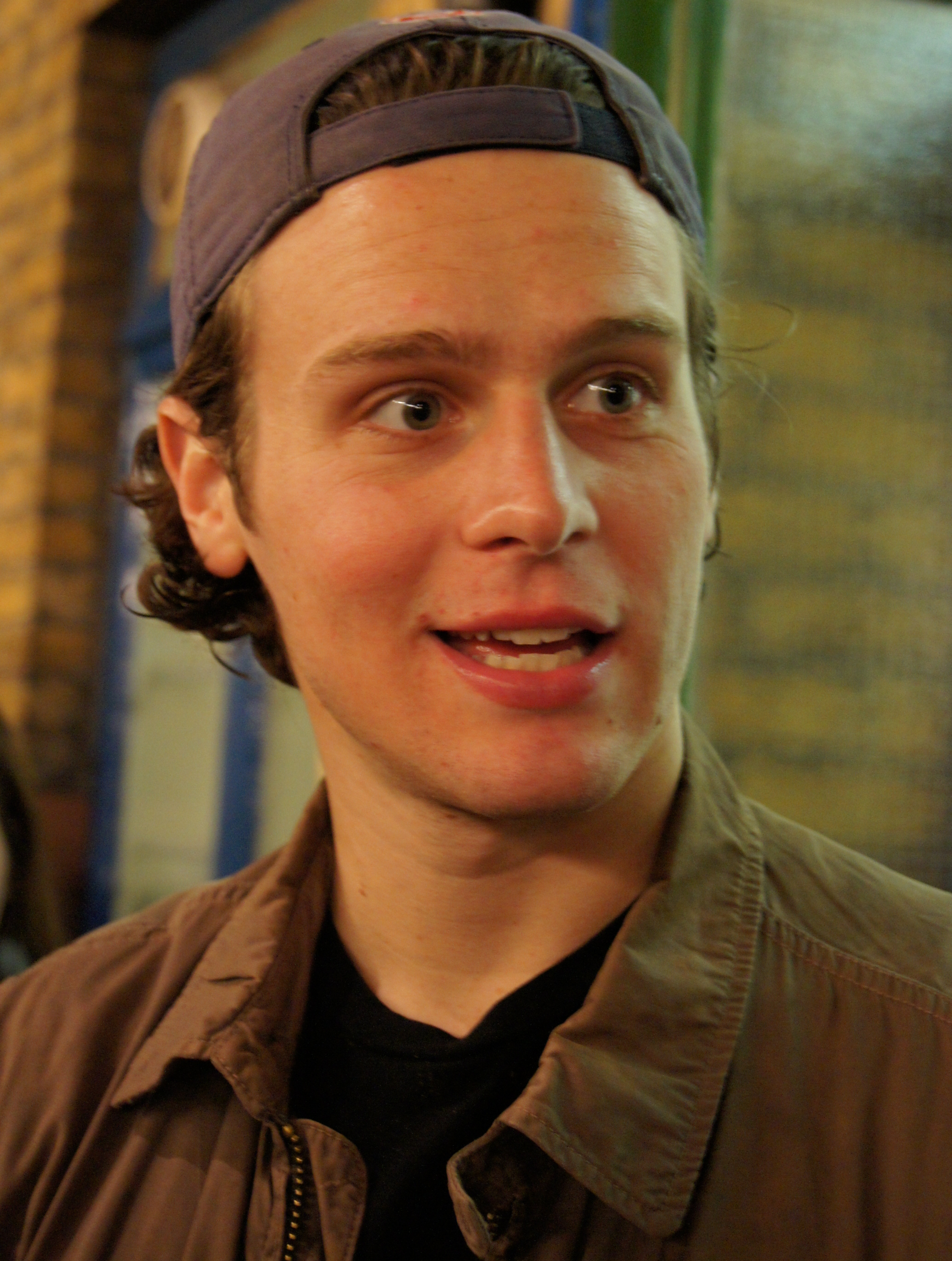
Jonathan Groff, la voix de Kristoff.
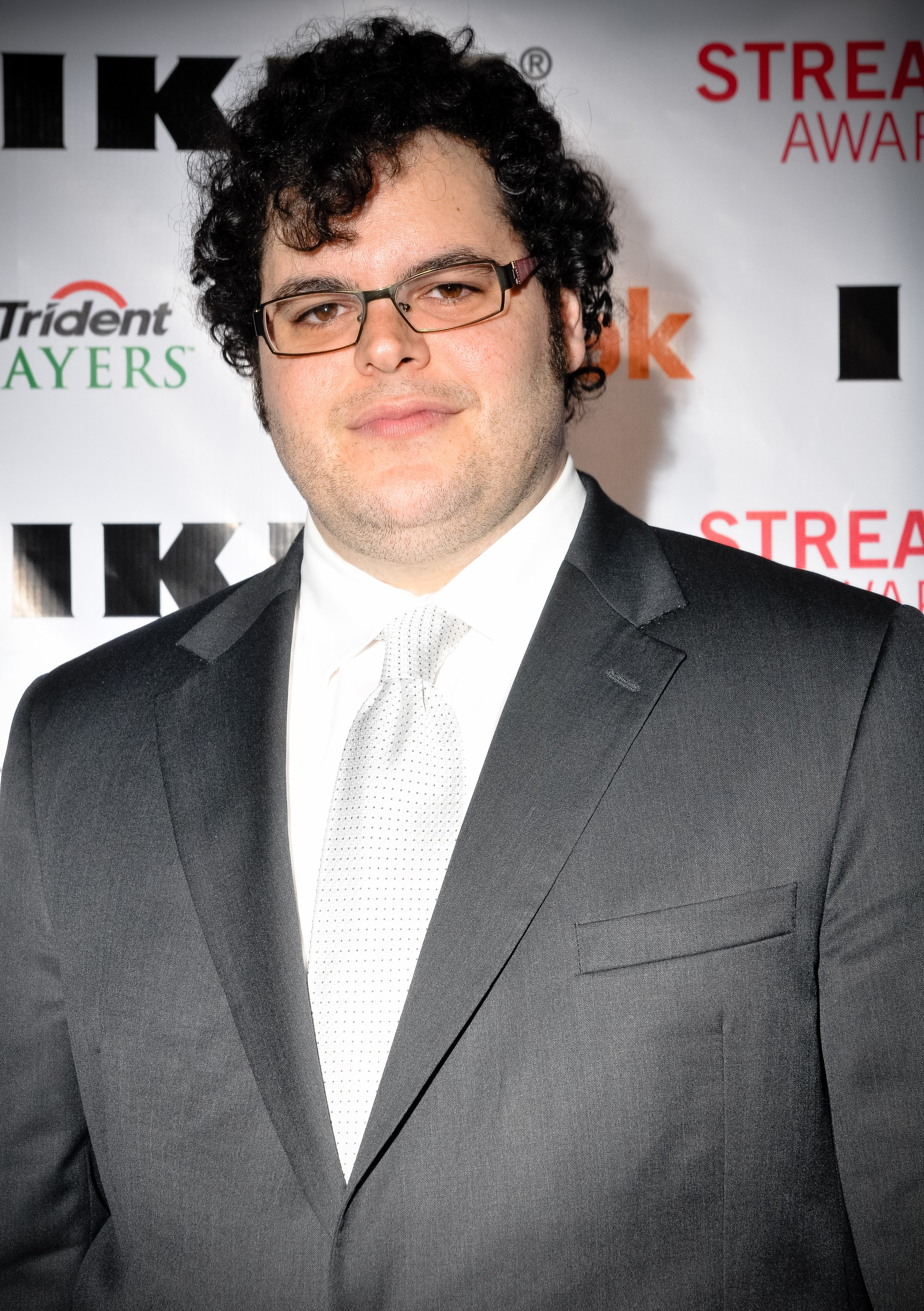
Josh Gad, la voix d'Olaf.

### Voix françaises
- Emmylou Homs : Anna adulte et à 8 ans
- Anaïs Delva : Elsa
- Donald Reignoux : Kristoff
- Dany Boon : Olaf
- Guillaume Beaujolais : le prince Hans
- Bernard Alane : le Duc de Weselton
- Philippe Catoire : Kai
- Paul Borne : Grand Pabbie
- Magali Bonfils : Bulda
- Marie Vincent : Gerda
- Frédéric Desager : Oaken
- Yann Guillemot : le roi Agnar d'Arendelle
- Coralie Thuilier : Anna à 5 ans
- Issia Lorrain : Elsa à 8 ans
- Lisa Caruso : Elsa à 12 ans
- Octave Jagora : Jeune Kristoff
- Gilles Morvan : le monstre de glace
- Frédéric Souterelle : l'homme sur le port, le villageois se disputant avec un autre et un troll
- Pascal Casanova (dialogues), Daniel Beretta (chant) : le troll aux colliers de pierres bleues
- Barbara Beretta : un troll (chant, chœurs)
- Fabien Jacquelin : Monseigneur
- voix additionnelles :
  - Mathieu Buscatto, Cathy Cerda, Fabien Jacquelin, Olivia Nicosia, Garance Pauwels, Oscar Pauwels, Marc Perez, Charles Pestel, Anne Plumet, Jean Rieffel, Laurence Saquet, Frédéric Souterelle, Gilduin Tissier et Bianca Tomassian[8]

- Version française
  - Société de doublage : Dubbing Brothers
  - Direction artistique : Ninou Fratellini
  - Adaptation des dialogues et chansons : Houria Belhadji
  - Direction des chansons : Claude Lombard

Sources : Disney international dubbings, Cinécoulisses,, RS Doublage et selon le carton du doublage français.

Voix principales
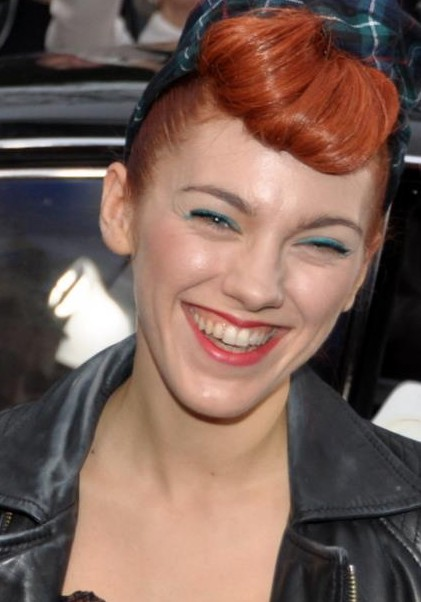
Anaïs Delva, la voix d'Elsa, la Reine des Neiges.
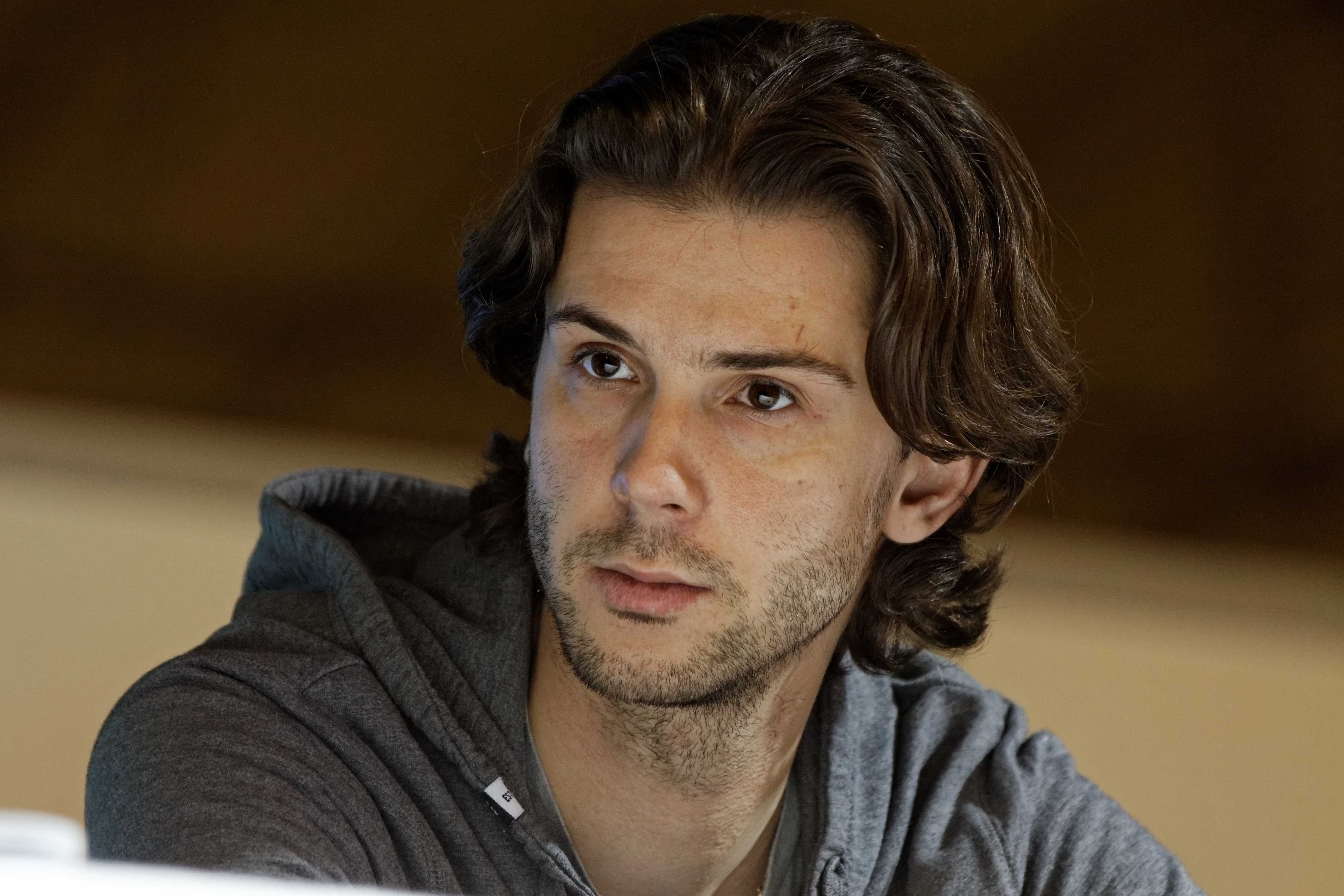
Donald Reignoux, la voix de Kristoff.
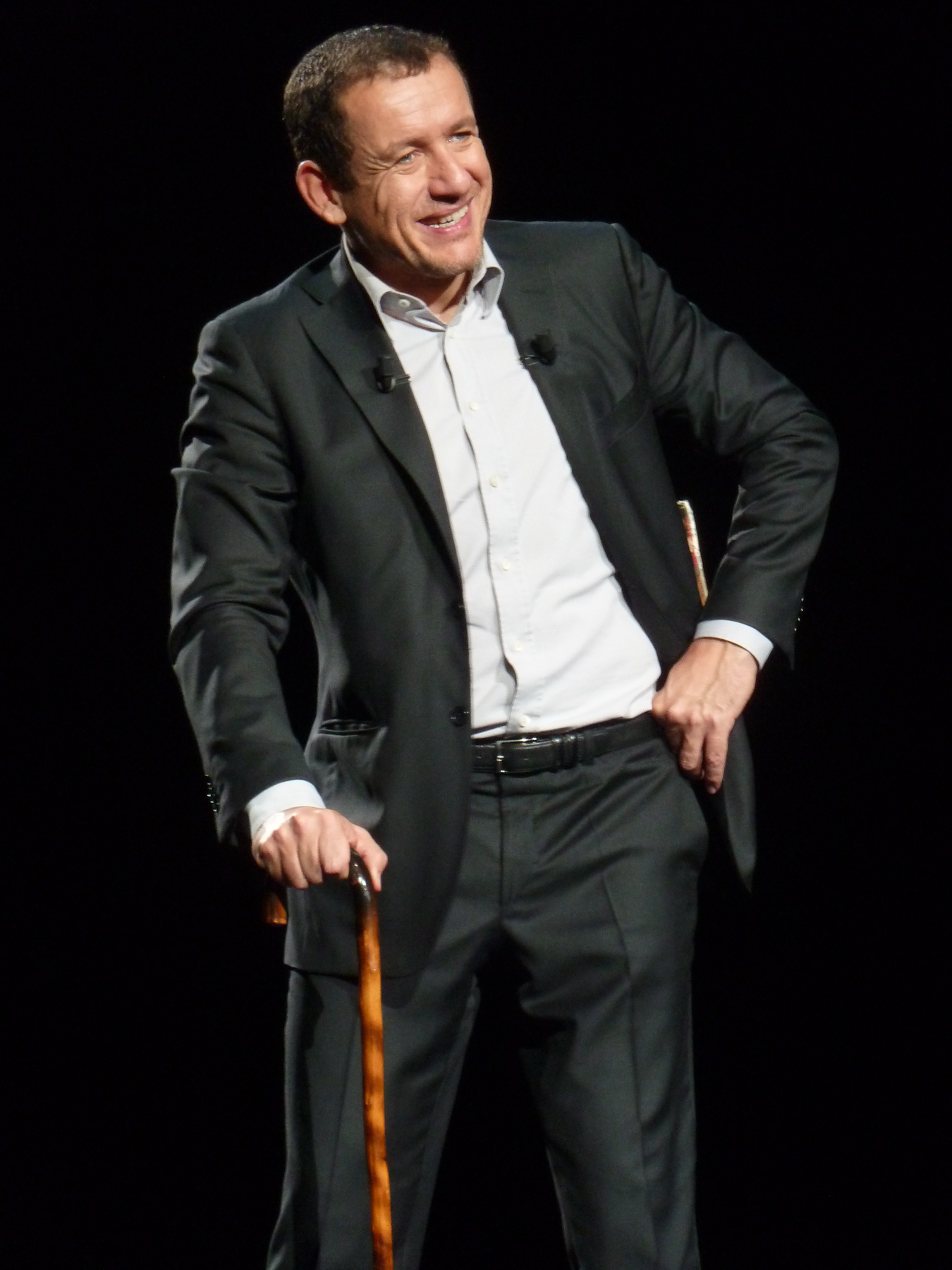
Dany Boon, la voix d'Olaf.

### Voix québécoises
- Véronique Claveau[13] : Anna
- Marguerite D'Amour : Anna enfant
- Aurélie Morgane : Elsa
- Anaïs Delva : Elsa (chant-extrait de la version française européenne)
- Gabrielle Shulman : Elsa enfant
- Gabriel Lessard : Kristoff
- Marc Labrèche : Olaf
- Nicolas Charbonneaux-Collombet : Hans
- Charles Pomerlo : Hans (chant)
- Jacques Lavallée : le duc de Weselton
- Guy Nadon : Grand Pabbie
- Frédéric Desager : Oaken
- Patrick Chouinard : Kai
- Pascale Montreuil : Bulda
- Johanne Garneau : Gerda
- Tristan Harvey : le roi d'Arendelle
- Pierre Bédard, Luc Campeau, Sylvie Desgroseillers, Dominique Faure, Nancy Fortin, Catherine Léveillé, José Paradis et Vincent Potel : chœurs

## Chansons du film
- Le Cœur de glace (Frozen Heart) - Mineurs de glace
- Je voudrais un bonhomme de neige (Do You Want to Build a Snowman?) - Anna (à 5, 9 et 15 ans)
- Le Renouveau (For the First Time in Forever) - Anna et Elsa
- L'amour est un cadeau (Love Is an Open Door) - Anna et Hans
- Libérée, délivrée (Let It Go) - Elsa
- Le Chant du renne (Reindeer(s) Are Better Than People) - Kristoff
- En été (In Summer) - Olaf
- Le Renouveau (For the First Time in Forever) (reprise) - Anna et Elsa
- Nul n'est parfait (Fixer Upper) - Les trolls
- Libérée, délivrée - Anaïs Delva ou Let It Go - Demi Lovato au Québec (générique de fin)

## Sortie et accueil

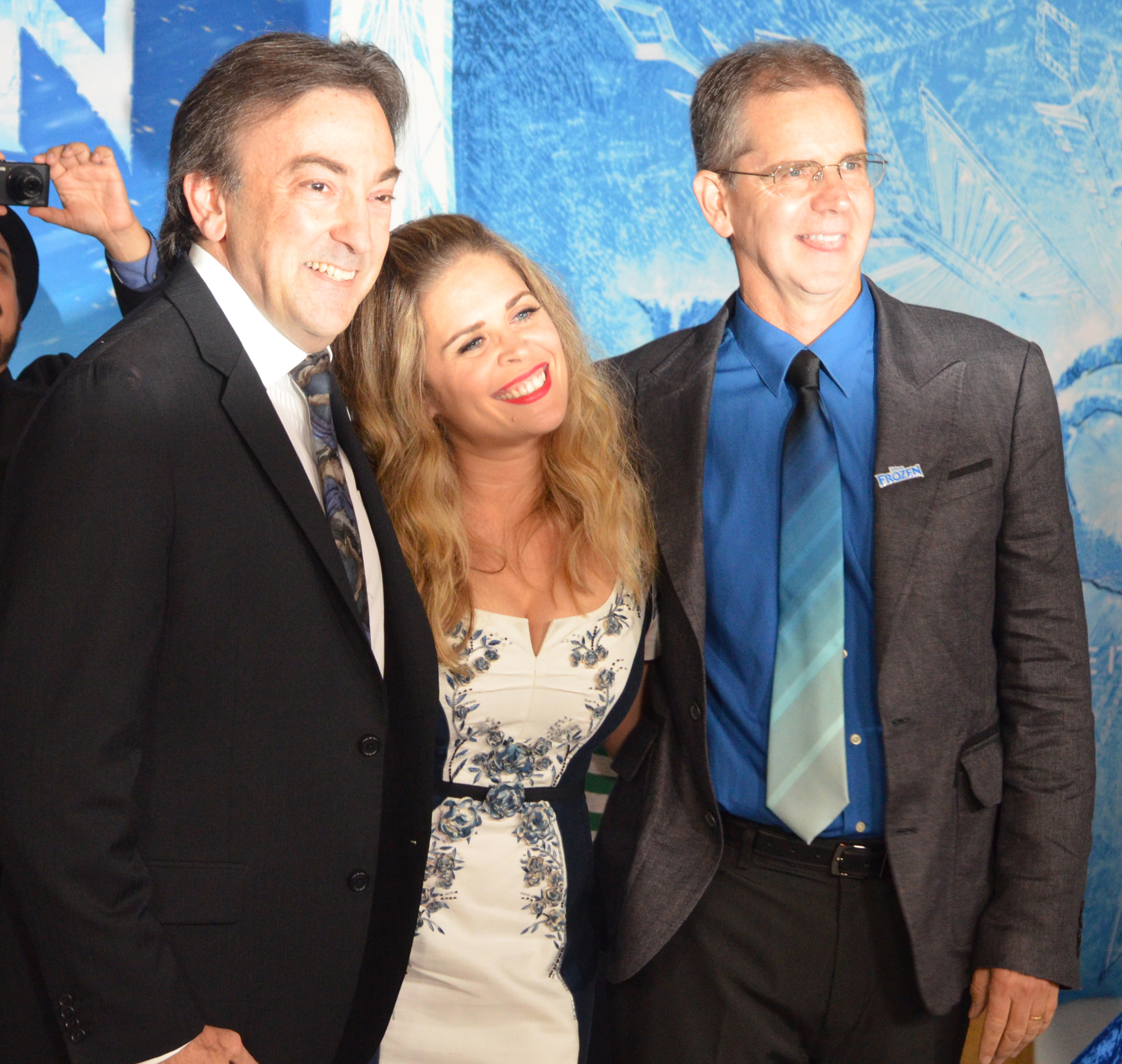
Le producteur Peter Del Vecho accompagné des réalisateurs et coauteurs Jennifer Lee et Chris Buck lors de l'avant-première du film au El Capitan Theatre, le 19 novembre 2013.

#### Presse américaine

Logo original

## Distinctions

### Récompenses
- African-American Film Critics Association Awards 2013 : meilleur film d'animation
- Alliance of Women Film Journalists Awards 2013 : meilleur personnage féminin animé pour Anna
- Austin Film Critics Association Awards 2013 : meilleur film d'animation
- Black Film Critics Circle Awards 2013 : meilleur film d'animation
- Boston Online Film Critics Association Awards 2013 : meilleur film d'animation (ex æquo avec Le vent se lève)
- Dallas-Fort Worth Film Critics Association Awards 2013 : meilleur film d'animation
- Florida Film Critics Circle Awards 2013 : meilleur film d'animation
- Houston Film Critics Society Awards 2013 : meilleur film d'animation
- Indiana Film Journalists Association Awards 2013 : meilleur film d'animation
- Kansas City Film Critics Circle Awards 2013 : meilleur film d'animation (ex æquo avec Moi, moche et méchant 2)
- Las Vegas Film Critics Society Awards 2013 : meilleur film d'animation
- Nevada Film Critics Society Awards 2013 : meilleur film d'animation

- Phoenix Film Critics Society Awards 2013 :
  - Meilleur film d'animation
  - Meilleure chanson originale pour Let It Go interprétée par Idina Menzel
  - Meilleure musique de film pour Christophe Beck

- San Francisco Film Critics Circle Awards 2013 : meilleur film d'animation
- Southeastern Film Critics Association Awards 2013 : meilleur film d'animation
- St. Louis Film Critics Association Awards 2013 : meilleur film d'animation
- Texas Film Critics Association Awards 2013 : meilleur film d'animation
- Utah Film Critics Association Awards 2013 : meilleur film d'animation
- Washington D.C. Area Film Critics Association Awards 2013 : meilleur film d'animation

- Annie Awards 2014 :
  - Meilleur film d'animation
  - Meilleur doublage de personnage pour Josh Gad
  - Meilleure réalisation pour Chris Buck et Jennifer Lee
  - Meilleure musique pour Kristen Anderson-Lopez, Robert Lopez et Christophe Beck
  - Meilleurs décors pour Michael Giaimo, Lisa Keene et David Womersley

- Oklahoma Film Critics Circle Awards 2014 : meilleur film d'animation
- North Texas Film Critics Association Awards 2014 : meilleur film d'animation
- British Academy Film Awards 2014 : meilleur film d'animation

- Critics' Choice Movie Awards 2014 :
  - Meilleur film d'animation
  - Meilleure chanson originale pour Let It Go interprétée par Idina Menzel

- Georgia Film Critics Association Awards 2014 : meilleur film d'animation
- Golden Globes 2014 : Meilleur film d'animation
- Producers Guild of America Awards 2014 : meilleur producteur de film d'animation pour Peter Del Vecho

- Oscars du cinéma 2014 :
  - Meilleur film d'animation
  - Meilleure chanson originale pour Let It Go interprétée par Idina Menzel

- American Cinema Editors Awards 2014 : meilleur montage d'un film d'animation
- Motion Picture Sound Editors Awards 2014 : meilleur montage son de la musique d'un film musical
- Nippon Akademī-shō 2015 : meilleur film en langue étrangère
- Nikkan Sports Film Award 2014 : meilleur film étranger

### Nominations
- Boston Society of Film Critics Awards 2013 : meilleur film d'animation
- Washington D.C. Area Film Critics Association Awards 2013 : meilleure musique de film (Christophe Beck)
- Golden Globes 2014 : Meilleure chanson originale pour Let It Go interprétée par Idina Menzel
- Satellite Awards 2014 :
  - Meilleur film d'animation
  - Meilleure chanson originale pour Let It Go interprétée par Idina Menzel

## Sorties cinéma
- États-Unis : 27 novembre 2013, version sing-along (« chantons en chœur ») le 31 janvier 2014
- Canada : 27 novembre 2013
- Allemagne : 28 novembre 2013
- Israël : 28 novembre 2013
- Portugal : 28 novembre 2013
- Singapour : 28 novembre 2013
- Espagne : 29 novembre 2013, version sing-along le 3 octobre 2014
- Inde : 29 novembre 2013
- Pologne : 29 novembre 2013
- France : 4 décembre 2013, version sing-along le 15 mars 2014
- Belgique : 4 décembre 2013
- Thaïlande : 5 décembre 2013
- Royaume-Uni : 6 décembre 2013
- Irlande : 6 décembre 2013
- Pays-Bas : 11 décembre 2013
- Émirats arabes unis : 12 décembre 2013
- Russie : 12 décembre 2013
- Islande : 13 décembre 2013
- Viêt Nam : 13 décembre 2013
- Grèce : 19 décembre 2013
- Hong Kong : 19 décembre 2013
- Italie : 19 décembre 2013
- Mexique : 19 décembre 2013
- Ukraine : 19 décembre 2013
- Finlande : 20 décembre 2013
- Danemark : 25 décembre 2013
- Norvège : 25 décembre 2013
- Pérou : 25 décembre 2013
- Australie : 26 décembre 2013
- Nouvelle-Zélande : 26 décembre 2013
- Taïwan : 27 décembre 2013
- Argentine : 2 janvier 2014
- Chili : 2 janvier 2014
- Brésil : 3 janvier 2014
- Lituanie : 3 janvier 2014
- Sri Lanka : 9 janvier 2014
- Estonie : 17 janvier 2014
- Turquie : 17 janvier 2014
- Suède : 31 janvier 2014
- République populaire de Chine : 5 février 2014
- Maroc : 6 février 2014
- Japon : 2 mars 2014

Source : IMDb (liste non exhaustive).

## Origine et production

### Genèse et premiers essais
Peu avant la sortie de Blanche-Neige et les Sept Nains (1937), Walt Disney envisage de produire un long métrage mêlant animation et prise de vue réelle sur la vie de Hans Christian Andersen avec des séquences présentant ses contes dont La Reine des neiges. En mars 1940, Disney propose à Samuel Goldwyn une coproduction : le studio de Goldwyn assurerait le tournage des scènes en prise de vue réelle et Disney l'animation des contes de fées les plus connus d'Andersen : La Petite Sirène, La Petite Fille aux allumettes, Le Stoïque Soldat de plomb, La Reine des neiges, La Petite Poucette, Le Vilain Petit Canard et Les Habits neufs de l'empereur. Cependant, le studio rencontre alors quelques difficultés dans l'adaptation du conte de La Reine des neiges pour le public de l'époque.
En effet, l'intrigue du conte concerne deux enfants : Gerda, qui a servi de base au personnage d'Anna, et le jeune Kai « maudit par le pessimisme » car son cœur a été transpercé par un éclat de verre venant d'un miroir enchanté, et leur voyage pour sauver Kai. Disney essaie de créer une adaptation vraisemblable du personnage de la Reine des neiges, à l'époque envisagée comme la méchante de l'intrigue. Dans le conte, elle est décrite comme « une femme, vêtue de vêtements de gaze blanche, semblables à des millions de flocons de neige étoilés liés les uns aux autres. Elle était blonde et belle, mais faite de glace — glace aveuglante et scintillante. Pourtant, elle était vivante et ses yeux brillaient comme des étoiles lumineuses, mais il n'y avait ni paix, ni repos dans leur regard ». Il ne parvient finalement pas à trouver cette vraisemblance ce qui le pousse à abandonner le film.
De même, le projet de coproduction avec Samuel Goldwyn s'arrête en raison des productions militaires que Disney est contraint de faire pour maintenir son studio actif. De son côté, Goldwyn n'a pas abandonné l'idée et produit quelques années après la fin de la Seconde Guerre mondiale une comédie musicale biographique sur Andersen, Hans Christian Andersen et la Danseuse (1952), l'animation étant remplacée par des chorégraphies. Le succès de cette comédie musicale récompensée par six oscars a, pour longtemps, mis un terme aux intentions de Disney d'adapter les contes d'Andersen.

### Nouvelles tentatives d'adaptation avec la Renaissance Disney
Après le succès de La Petite Sirène (1989), adaptation du conte d'Andersen qui marque la Renaissance Disney, le studio envisage de mettre à l'écran d'autres contes. Une première tentative d'adaptation de La Reine des neiges est stoppée fin 2002 à la suite du départ de Glen Keane pour un autre projet qui deviendra Raiponce (2010). Entre 2000 et 2002, la tâche d'adapter le conte danois est confiée à Gaëtan et Paul Brizzi, puis à Dick Zondag et Dave Goetz, mais aucun d'entre eux ne parvient à un résultat satisfaisant,. Pendant une de ces tentatives, Michael Eisner, alors président directeur général de la Walt Disney Company, accorde son soutien au projet et propose que John Lasseter de Pixar prenne en charge la réalisation après le renouvellement de contrat espéré entre les deux entreprises. Cependant, les négociations entre Disney et Pixar s'interrompent en janvier 2004 mettant temporairement fin à toute collaboration entre les deux studios. En janvier 2006, Robert Iger, le successeur de Michael Eisner à la tête des studios Disney, négocie finalement le rachat de Pixar pour 7,4 milliards de dollars, et John Lasseter est alors nommé directeur créatif des studios,.
En 2008, John Lasseter demande à Chris Buck, co-réalisateur de Tarzan (1999), de revenir aux studios Disney qu'il a quittés au début des années 2000 pour rejoindre Sony Pictures Animation et réaliser Les Rois de la glisse (2007), film récompensé par un Oscar du meilleur film d'animation,. En septembre 2008, Buck accepte de revenir et propose plusieurs idées à Lasseter, dont l'une concerne La Reine des neiges,. Chris Buck révélera plus tard que son inspiration initiale ne concernait pas le conte d'Andersen en lui-même, mais plutôt qu'il voulait « donner une autre définition du grand amour, Disney ayant déjà traité du « baiser du Prince Charmant », [...] il était temps de faire quelque chose de nouveau. ». En ce qui concerne John Lasseter, il s'intéresse depuis quelques années à l'adaptation de La Reine des neiges. Lorsque, dans les années 1990, il travaille au développement de Toy Story, il est épaté par certains éléments de pré-production qui lui sont présentés par les équipes du studio qui tentent à l'époque de mettre à l'écran le conte.
Une fois le retour de Buck dans l'entreprise entériné, le développement du film commence alors sous le nom de Anna and the Snow Queen (« Anna et la Reine des neiges ») avec comme objectif de réaliser un film en animation traditionnelle, à l'instar de La Princesse et la Grenouille (2009). Selon Josh Gad, l'acteur qui prête sa voix à Olaf, il a été impliqué dans le projet dès cette époque, lorsque le scénario était encore similaire au conte d'Andersen et que Megan Mullally devait être la voix d'Elsa. Début 2010, l'équipe rencontre à son tour de grandes difficultés dans la conception de l'histoire et du personnage de la Reine des neiges, si bien que le projet est à nouveau suspendu,.

### Relance du projet
Le 22 décembre 2011, après le succès de Raiponce, Disney annonce que le projet est relancé avec une date de sortie prévue pour le 27 novembre 2013, sous le nom de Frozen (« Gelée »). Un mois plus tard, les studios révèlent que, contrairement aux précédentes tentatives d'adaptation, le film sera en images de synthèse en stéréoscopie 3D et non plus en animation traditionnelle. Les auteurs et compositeurs Kristen Anderson-Lopez et Robert Lopez rejoignent le projet et commencent l'écriture des chansons en janvier 2012. Le 5 mars 2012, le studio annonce que la réalisation est confiée à Chris Buck et que le film sera produit par John Lasseter et Peter Del Vecho.
Le développement de La Reine des neiges étant relancé, une des premières épreuves que Chris Buck et Peter Del Vecho doivent surmonter est l'écriture du personnage de la Reine des neiges qui était encore antagoniste dans leurs premières ébauches de scénario. Les studios Disney ont une tradition qui consiste à projeter les films d'animation en développement toutes les douze semaines et à tenir de longues réunions de travail nommée « Notes sessions » durant lesquelles des réalisateurs et scénaristes de différents projets critiquent le travail de chacun,,.
Chris Buck et Peter Del Vecho présentent la maquette du film à John Lasseter et toute l'équipe de production assiste à une conférence pour entendre son opinion et ses idées sur le projet. Le directeur artistique Michael Giaimo parle plus tard de John Lasseter comme celui qui a « changé la donne » sur le film. Il raconte : « Je me souviens de John disant que la dernière version de l'histoire de La Reine des neiges apportée par Chris Buck et son équipe est très drôle et pleine de légèreté. Mais les personnages n'étaient pas assez parlants. Ils étaient trop simples. C'est pour ça que John pensait que le public ne serait pas capable de s'identifier à eux. »
L'équipe essaye alors d'apporter diverses modifications à l'histoire jusqu'à ce que celle-ci ainsi que les personnages paraissent plus pertinents. À ce stade, le principal élément qui a permis d'avancer est d'avoir fait de la protagoniste, Anna, inspirée de Gerda du conte d'origine, la petite sœur d'Elsa. Une dynamique familiale est ainsi établie entre les deux personnages,, ce qui est assez inhabituel, dans la mesure où les relations entre deux sœurs ne constituent que rarement l'élément principal de l'intrigue dans les films d'animation américains, hormis Lilo et Stitch (2002). Afin d'étudier en profondeur les dynamiques d'une relation entre sœurs, Disney organise un « sommet des sœurs » au cours duquel les femmes du studio ayant grandi avec une ou plusieurs sœurs sont interrogées sur leurs relations sororales.

### Développement du scénario
En mars 2012, l'une des scénaristes des Mondes de Ralph (2012), Jennifer Lee rejoint le réalisateur Chris Buck à la demande de Peter Del Vecho,. Elle explique que durant la finalisation du projet Les Mondes de Ralph elle avait pour tâche d'observer d'autres projets et de prendre en notes ses observations et elle remarque que les différentes équipes de production étaient « d'accord à propos de beaucoup de choses ».
Selon Jennifer Lee, certains concepts principaux étaient déjà présents depuis les premiers travaux de Chris Buck et Peter Del Vecho, comme l'argument du « cœur gelé » : « C'était un concept, mais aussi une phrase d'accroche : "Un acte de grand amour fera fondre un cœur gelé." ». Buck et Del Vecho ont alors déjà l'intuition que la fin du film impliquerait le « grand amour » dans le sens de l'attachement entre deux sœurs, et non de l'idylle. « Nous ne savions ni comment ni pourquoi, mais Anna allait sauver Elsa » ajoute Lee. Edwin Catmull, le président des Walt Disney Animation Studios lui donne alors des directives concernant l'obligation de « réussir le dénouement » du film. « Avant toute chose, peu importe ce que vous avez à faire dans l'histoire, faites-le. Mais réussissez le dénouement. Si vous y arrivez, ce sera super. Sinon, ce sera nul » déclare-t-il.
Avant que Jennifer Lee ne rejoigne le projet, un autre scénariste avait écrit un premier passage du script avec lequel Kristen et Robert Lopez essayaient de composer quelques chansons. Cependant, aucune d'entre elles n'est alors jugée satisfaisante et elles sont finalement toutes abandonnées. Le script étant modifié en profondeur, les auteurs compositeurs ressentent alors la possibilité de « mettre un peu de [leur] ADN » dans la nouvelle version que Jennifer Lee écrit. L'équipe de production se retrouve donc à repartir de zéro et doit surtout de respecter un délai de 17 mois, ce qui implique un « planning tendu », et implique que « beaucoup de décisions [doivent] être prises rapidement ».

### Évolution et personnages
Les premières versions du scénario sont bien différentes de la version finale. Dans le premier script que les auteurs compositeurs Lopez ont pu voir, Elsa était mauvaise dès le début : elle enlevait Anna lors de son mariage avec l'intention de geler son cœur, puis revenait plus tard au royaume avec une armée de bonshommes de neige afin d'envahir la ville et geler définitivement le cœur d'Anna. Quand Jennifer Lee rejoint l'équipe, le scénario est constitué d'un premier acte où Elsa gèle le cœur d'Anna grâce à ses pouvoirs et d'un second acte où Anna essaie de rejoindre Hans pour obtenir un baiser pendant que la Reine des neiges tente de l'en empêcher. Selon Chris Buck, cette histoire originale essayait de rendre Anna attachante en capitalisant sur sa frustration d'être la cadette de l'héritière Elsa. Le rythme y était aussi différent, dans la mesure où le style se rapprochait plus d'un film d'action et d'aventure que d'une comédie ou d'un film musical.

#### Elsa
Après l'arrivée de Jennifer Lee, la composition de la chanson Let It Go  (Libérée, délivrée) par les auteurs compositeurs Lopez force l'équipe à reconsidérer le personnage d'Elsa en le rendant plus attachant, vulnérable et complexe, ce qui constitue une avancée majeure dans la conception du scénario et des personnages. Les auteurs compositeurs ne parlent plus de « méchant » mais « d'une femme apeurée qui essaie de contrôler ses pouvoirs ». Jennifer Lee ajoute : « Bobby [Robert Lopez] et Kristen [Anderson-Lopez] ont raconté qu'ils marchaient au Prospect Park et ils ont commencé à se demander ce que l'on ressentirait [si on était Elsa]. Oubliez la « méchante ». Juste ce que l'on ressentirait. Et il y a aussi ce concept de libérer qui elle est, ce qu'elle a gardé caché pendant tout ce temps et maintenant, elle est seule et libre. Le côté négatif est qu'elle est seule, justement. Ce n'est pas parfait, mais c'est puissant ». Let It Go transforme Elsa en quelqu'un de « contrôlée par la peur, contrairement à Anna qui est dirigée par son amour porté aux autres et par son instinct », ce qui conduit Jennifer Lee à réécrire le premier acte, puis l'histoire tout entière. « Nous tenions enfin le film et nous avions saisi les bons personnages » résume-t-elle.
À l'époque où elle était encore envisagée comme ennemie, son apparence était inspirée d'Amy Winehouse, avec une coiffure gonflante, et des changements soudains d'humeurs. Elle devait ressembler à une sorcière Disney, avec des cheveux noirs hérissés. Après sa réécriture en protagoniste, son apparence est allégée. Au contraire d'Anna, elle représente la peur, ce qui explique sa retenue et son élégance forcées.

#### Hans
L'idée du retournement final avec la transformation de Hans en antagoniste juste à la fin du film est une autre avancée majeure. Le personnage n'existait pas dans les premières ébauches du scénario, il a été ensuite introduit en tant qu'auxiliaire puis était destiné à être révélé en tant qu'ennemi bien en amont dans l'intrigue. Peter Del Vecho explique : « Nous avons réalisé que le plus important, si nous devions faire un dénouement si inattendu, était de faire croire un instant que Hans était la solution… mais il ne l'est pas, c'est Kristoff… Si vous pouvez faire croire aux spectateurs qu'ils ont tout compris, vous les surprendrez encore davantage en leur montrant qu'ils se trompaient depuis le début. » Selon Hyrum Osmond, un des superviseurs en animation de Hans, il apparaît au début comme un personnage beau et élégant. L'équipe veut que le public tombe amoureux de lui et qu'il espère sa relation possible avec Anna. Ils parviennent à le retourner au bon moment pour produire un grand choc. D'après Jennifer Lee, Hans est écrit comme un psychopathe avec un esprit tordu dans la version finale. Par exemple, Hans imite les comportements des autres personnages : « Il reflète Anna et il est niais avec elle… Le duc de Weselton est un abruti, il l'est donc en retour. Et c'est un héros avec Elsa. » Selon Lino Di Salvo, Hans est un caméléon qui s'adapte à tous les environnements pour gagner la confiance des personnages. Établir les bases du retournement tardif d'Anna vers Kristoff sans rendre la trahison de Hans trop prévisible est une tâche difficile. Le public doit « ressentir les émotions d'Anna sans tout à fait les comprendre, car au moment où les spectateurs comprennent, l'effet de surprise est perdu. »

#### Anna
Afin de la rendre moins prévisible, Jennifer Lee doit approfondir l'écriture de la personnalité d'Anna. Certains de ses collègues lui suggèrent de la rendre plus dysfonctionnelle et codépendante comme Vanellope von Schweetz dans Les Mondes de Ralph. Elle ne partage pas cet avis, mais il lui faut presque un an pour bien formuler de manière convaincante « le parcours d'Anna. Ni plus ni moins. » À la fin, Jennifer Lee propose qu'il doit être présenté comme une simple histoire de passage à la majorité : « Elle a au début un point de vue naïf sur la vie et l'amour parce qu'elle est seule, puis elle s'approprie une vision sophistiquée et mature de l'amour : elle est capable de l'amour extrême : le sacrifice. » Cependant elle est aussi obligée d'abandonner certaines idées qu'elle appréciait, comme une scène qui présente la relation entre les deux sœurs lorsqu'elles sont adolescentes, mais ce n'était pas pertinent car il fallait maintenir la séparation entre Elsa et Anna.
Afin de construire la relation entre les deux sœurs, Jennifer Lee puise son inspiration dans sa propre relation avec sa sœur aînée,. Elle a raconté qu'elle était « une grande inspiration pour Elsa », elle l'appelait « mon Elsa » et était avec elle sur le tapis rouge à la 86e cérémonie des Oscars. Elle a continué : « Être obligées à se séparer l'une de l'autre, puis se redécouvrir en tant qu'adultes, ce fut une grande partie de ma vie. » Le problème de savoir comment exactement Anna allait sauver Elsa au climax du film est résolu par le scénariste John Ripa. À la réunion scénaristique où il expose son point de vue sur l'histoire, personne ne répond ; John Lasseter finit par briser le silence : « Je n'avais encore jamais rien vu de tel. », puis tout le monde se lève pour applaudir.
Anna est un personnage décrit par Kristen Bell comme plutôt maladroite, « pas très élégante », mais déterminée. Jennifer Lee ajoute qu'elle représente l'amour : pleine d'optimisme et avec un grand cœur, ce à quoi Chris Buck renchérit que « sa personnalité est juste tellement drôle et énergique ». Son design est similaire à celui des héroïnes Disney, notamment à l'apparence de Raiponce (de grands yeux, des lèvres minces, un petit nez et une carrure menue).

#### Olaf
Olaf était à l'origine un acolyte détestable d'Elsa. Il était l'un des gardes de son château quand le concept de la Reine des neiges créant une légion de bonhommes de neige était toujours d'actualité,. Chris Buck explique : « Nous avons toujours réfléchi à la façon dont Elsa allait essayer d'apprendre ses pouvoirs. Alors, nous nous sommes dit qu'il [Olaf] pourrait être comme sa première crêpe. Vous savez, ces premières crêpes ratées que vous jetez à la poubelle, c'est Olaf. Olaf était sa première crêpe. » Cette première version d'Olaf ne plait pas à Jennifer Lee et l'équipe de production entreprend de le transformer en un faire-valoir comique d'Anna qui représente l'amour innocent que partagent les personnages quand elles sont enfants. Ce personnage est d'après elle de loin « le plus dur à traiter ». Pour qu'il ne devienne pas trop complexe, les réalisateurs lui donnent une innocence enfantine, innocence que l'on retrouve par exemple dans le fait qu'il veuille à tout prix découvrir la chaleur et l'été. Olaf est un des personnages les plus drôles du film grâce notamment au fait que les parties de son corps peuvent se détacher. Chris Buck raconte : « Nous avons appris très tôt que ses parties pouvaient se détacher et nous voulions pleinement profiter de cela. Vous le verrez dans le film, cela arrive toujours d'une façon surprenante » Peter Del Vecho ajoute : « Olaf est devenu une sorte de personnage de bande dessinée et les animateurs s'amusent à l'animer. […] C'est le seul personnage que nous pouvons jeter d'une falaise et faire revenir encore en vie et heureux. »

#### Autres personnages
La première partie du film comportait plus de détails dans les premières ébauches du scénario, par exemple un troll avec un accent de Brooklyn qui explique les origines des pouvoirs d'Elsa, et un régent pour qui Jennifer Lee espérait avoir comme comédien Louis C.K.. Après avoir complètement « sur-analysé » ces détails, ces éléments sont retirés car ils auraient entraîné « une histoire beaucoup plus complexe que celle dans laquelle nous nous sentions capables d'entrer en une heure et demie de film. » Peter Del Vecho ajoute : « Plus on essayait d'expliquer les choses au début, plus ça devenait compliqué. »

### Choix des interprètes
Kristen Bell, la voix d'Anna, a déjà auditionné pour le film Raiponce et connait déjà Idina Menzel, qui y a aussi participé. Elle est sélectionnée le 5 mars 2012 et réalise ainsi un rêve d'enfance qui lui paraissait impossible à l'époque. Jennifer Lee explique qu'elle a notamment été choisie grâce à des enregistrements de chansons de La Petite Sirène réalisés quand elle était jeune. Kristen Bell termine ses auditions alors qu'elle est enceinte et réenregistre par la suite quelques parties de son personnage après son accouchement car sa voix s'est intensifiée. Jennifer Lee ajoute : « Elle a une voix tellement douce et chaleureuse ; tout ce que nous pouvions espérer pour Anna. » Kristen Bell est rappelée pour refaire des dialogues du film une vingtaine de fois, ce qui est normal pour les rôles principaux quand le scénario évolue souvent. En ce qui concerne ses liens avec le rôle d'Anna, Kristen Bell raconte avec enthousiasme qu'elle a « toujours rêvé d'être dans un dessin animé de Disney » depuis ses 5 ans, en ajoutant : « J'ai toujours aimé les dessins animés de Disney, mais il y avait quelque chose qui m'était inaccessible à propos des personnages féminins : leurs postures et leur manière de parler étaient trop soignées, et je sens que j'ai rendu [Anna] beaucoup plus attachante, maladroite, bizarre, décousue et excitante ; j'en suis très fière. »
Après avoir été sélectionnée pour l'album de la bande originale, Emmylou Homs est choisie pour le rôle entier d'Anna en français. Son objectif est de rester fidèle à l'interprétation de Kristen Bell tout en apportant sa touche personnelle.
Idina Menzel, une chanteuse expérimentée de Broadway, est choisie pour doubler Elsa. Après ses auditions pour Raiponce, elle est appelée à auditionner pour La Reine des neiges avec Kristen Bell par Jamie Sparer Roberts, la directrice de casting de Raiponce, qui avait conservé sa prestation sur son iPhone. Avant même leur sélection officielle, Idina Menzel et Kristen Bell impressionnent les réalisateurs et les producteurs dès la première lecture. Après avoir lu entièrement le scénario, celui-ci leur inspire la chanson Wind Beneath My Wings (écrite en 1982 par Jeff Silbar et Larry Henley) qu'elles interprètent alors en duo (la musique du film n'ayant pas encore été composée),,. C'est Kristen Bell qui a suggéré cette idée quand elle était chez Idina Menzel en Californie pour préparer la lecture,. Les compositeurs sont également présents. Kristen Anderson-Lopez racontent : « Lasseter était aux anges » pendant qu'Idina Menzel et Kristen Bell chantaient en harmonie, et à partir de ce moment, il a insisté : « Kristen Bell et Idina Menzel doivent être dans le film ! ». Jennifer Lee ajoute : « Elles ont chanté comme deux sœurs, elles n'ont laissé personne indifférent. »
En français, c'est Anaïs Delva qui prête sa voix à Elsa, réalisant un rêve d'enfance et vivant une toute nouvelle expérience, bien différente des comédies musicales dont elle a l'habitude.
Entre décembre 2012 et juin 2013, le studio annonce la distribution des rôles, avec Jonathan Groff dans le rôle de Kristoff, Alan Tudyk dans le rôle du duc de Weselton, Santino Fontata dans le rôle de Hans et Josh Gad dans le rôle d'Olaf. Ce dernier a été récompensé aux Annie Awards pour son interprétation du personnage. Selon les autres personnes présentes, il se montrait extrêmement drôle et apportait de nombreuses améliorations au texte durant les sessions d'enregistrement. Il déclare même avoir été surpris que certaines de ses phrases qu'il avait improvisées comme des blagues avait été conservées dans le montage final. Ces sessions ont été enregistrées en vidéo et ont servi à réaliser les expressions faciales d'Olaf. En français, c'est le comédien Emmanuel Curtil qui avait été choisi à l'origine pour prêter sa voix à Olaf, mais il est remplacé par Dany Boon pour des raisons marketing, alors que les enregistrements étaient déjà commencés. Si ce sont les chansons interprétées par Dany Boon qui figurent dans le film, ce sont les chansons préalablement enregistrées par Emmanuel Curtil qui figurent sur la bande originale. Emmanuel Curtil reprendra par la suite le rôle d'Olaf dans les spin-off du film (Une fête givrée et Joyeuses Fêtes avec Olaf). Dany Boon décrit le personnage comme « très touchant et très drôle. Il a des émotions et il les dit sans filtre. Instantanément, comme les enfants, en fait. », ce qui permet à ces derniers de facilement s'identifier à lui. Selon Chris Buck et Jennifer Lee la réplique-phare d'Olaf « I'm Olaf and I like warm hugs! » est également très touchante par Dany Boon : « Je m'appelle Olaf et j'aime les gros câlins[…] ». L'acteur français ajoute que « le film est très moderne, génial, beau et drôle ». Le plus difficile pour lui a été la chanson, car il devait préserver la personnalité d'Olaf tout en chantant. Il déclare aimer doubler des films d'animation, le faisant notamment pour ses propres enfants.

### Animation
Le style artistique de La Reine des neiges est similaire à celui de Raiponce (2010) et emploie une combinaison des dessins et croquis dessinés à la main avec des images de synthèse en 3D. Dès le début du développement du film, Chris Buck estime que le directeur artistique Michael Giaimo est la personne la plus qualifiée pour mener à bien le projet. Le réalisateur décide donc de faire revenir Giaimo aux studios Disney. Chris Buck, John Lasseter et Michael Giaimo sont des amis de longue date qui se sont rencontrés pour la première fois au California Institute of the Arts et Giaimo avait déjà travaillé sur Pocahontas (1995) avec Buck alors animateur superviseur,.
Pour créer l'apparence de La Reine des neiges, Michael Giaimo commence des recherches avant la mise en production : il lit beaucoup de livres sur la Scandinavie et visite la ville de Solvang, près de Los Angeles, connu pour son décor danois, mais Giaimo finit par se concentrer essentiellement sur la Norvège car « 80 % » des visuels qui l'intéressaient était du style de ce pays. Le studio Disney finance alors trois voyages de recherches. Les animateurs et les spécialistes en effets spéciaux se rendent dans les environs de Jackson Hole au Wyoming pour expérimenter le comportement de différents vêtements, notamment de longues jupes essayées par le personnel féminin et masculin, durant la marche, la course ou les chutes dans d'épaisses couches de neige,,,. Pendant ce temps, les équipes des directeurs artistiques et celle responsable des lumières visitent l'Hôtel de glace à Québec pour étudier les phénomènes de réflexion et de réfraction de la lumière sur la neige et la glace. Enfin, Michael Giaimo et divers artistes effectuent un voyage à travers la Norvège pour trouver l'inspiration parmi les montagnes, les fjords, l'architecture et la culture,. Peter Del Vecho raconte : « Nous avions un planning très restreint pour ce film, notre objectif principal était d'avoir une bonne histoire, mais nous savions que John Lasseter avait à cœur l'idée de créer un monde vraisemblable avec des vrais matériaux, et encore une fois cela ne signifie pas que c'est un monde réaliste, mais un monde vraisemblable. Il était important de se rendre compte du cadre et de l'échelle de la Norvège et important pour nos animateurs de savoir à quoi ça ressemble. Il y a un réel sentiment de Lawrence d'Arabie là-dedans, ajoute-t-il. »

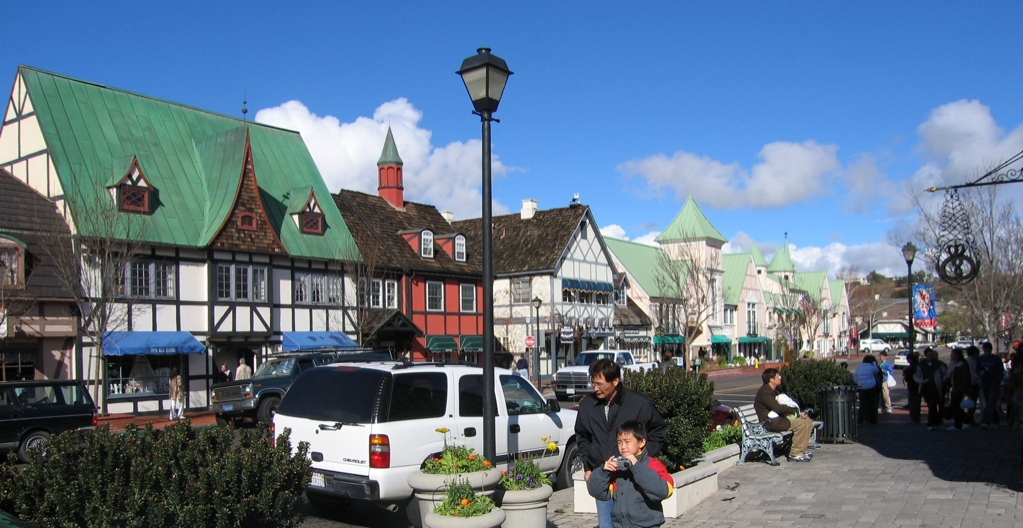
L'architecture d'inspiration danoise de Solvang
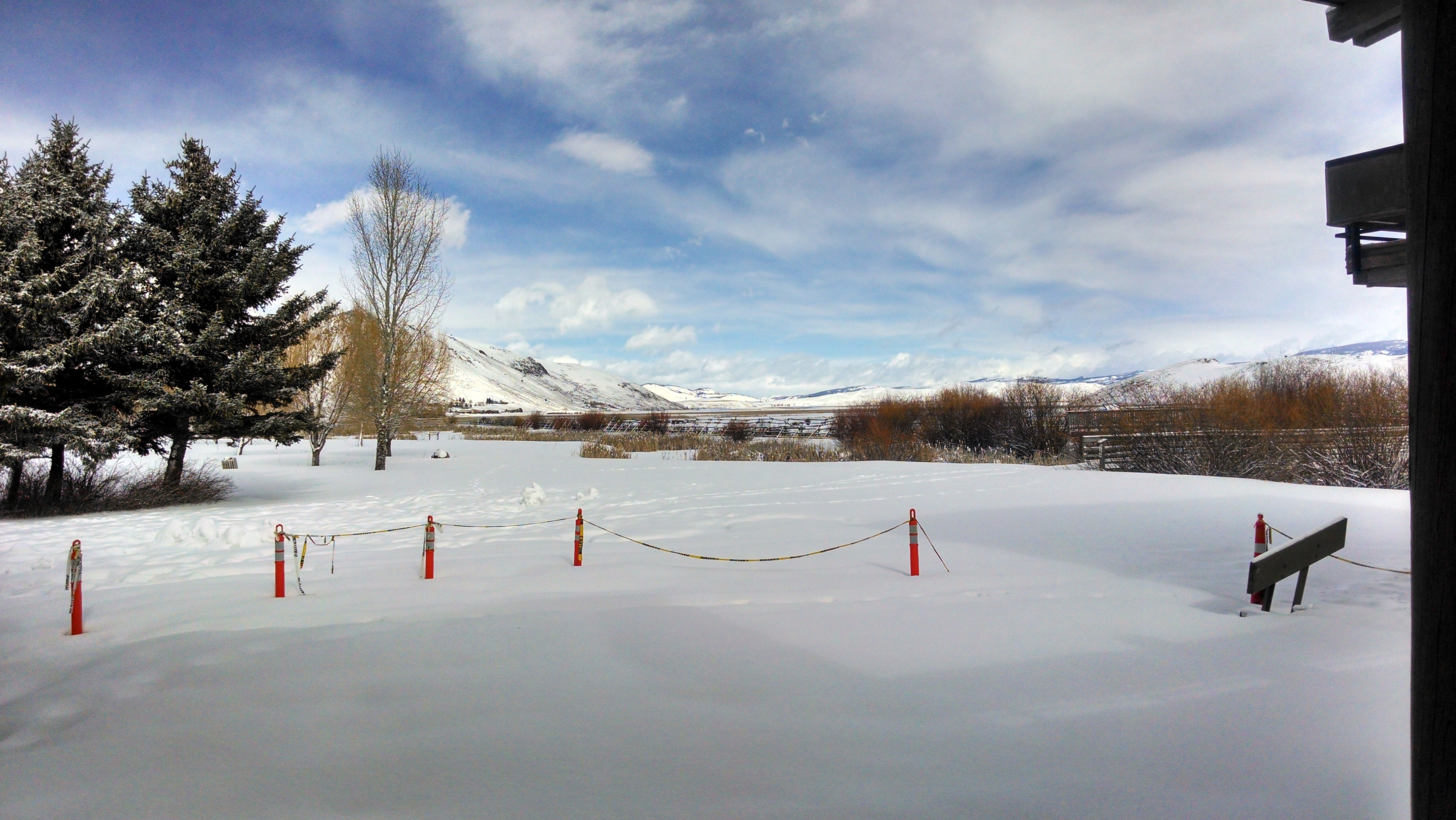
Jackson Hole au Wyoming
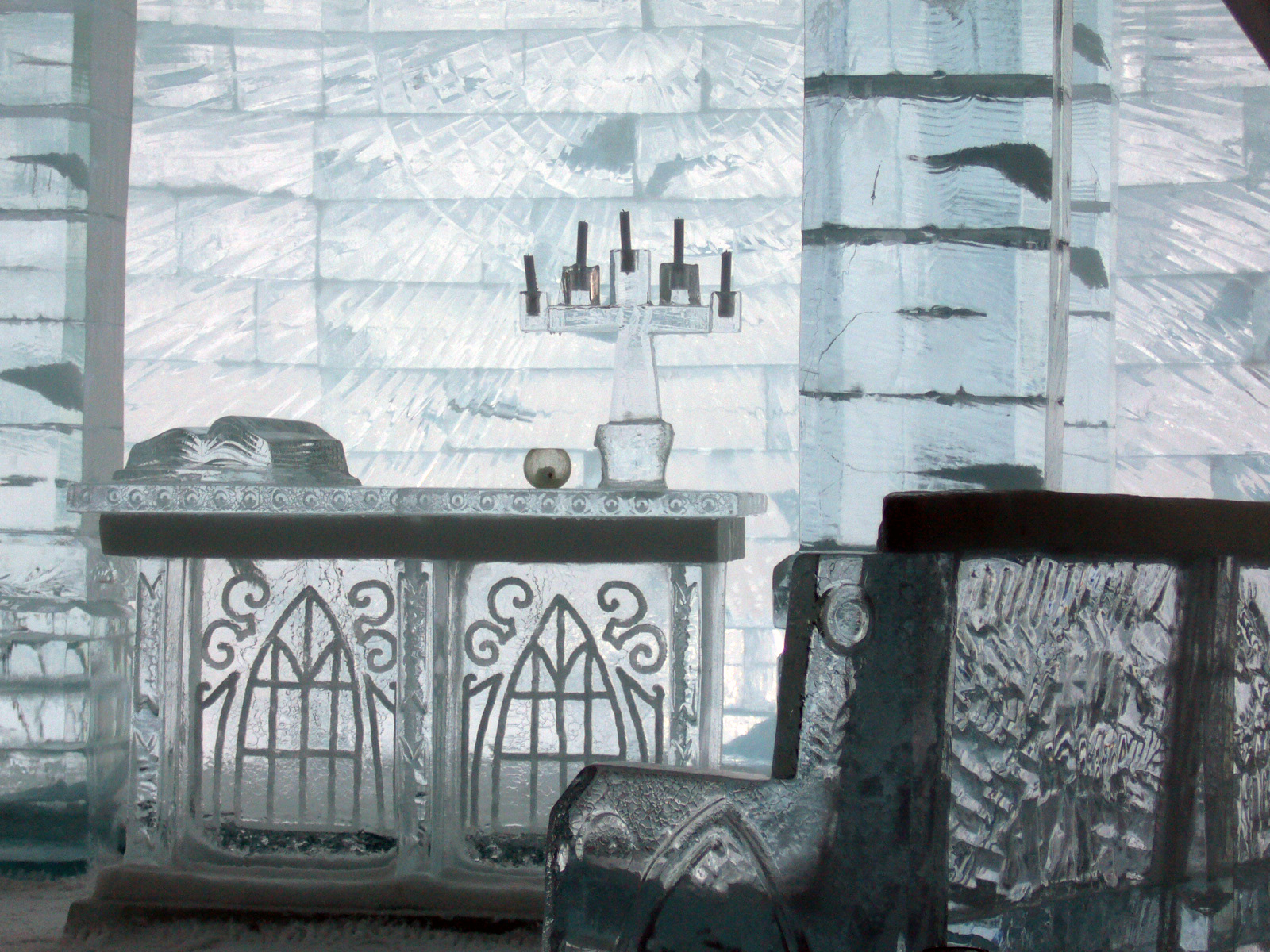
Chapelle de l'Hôtel de glace de Québec
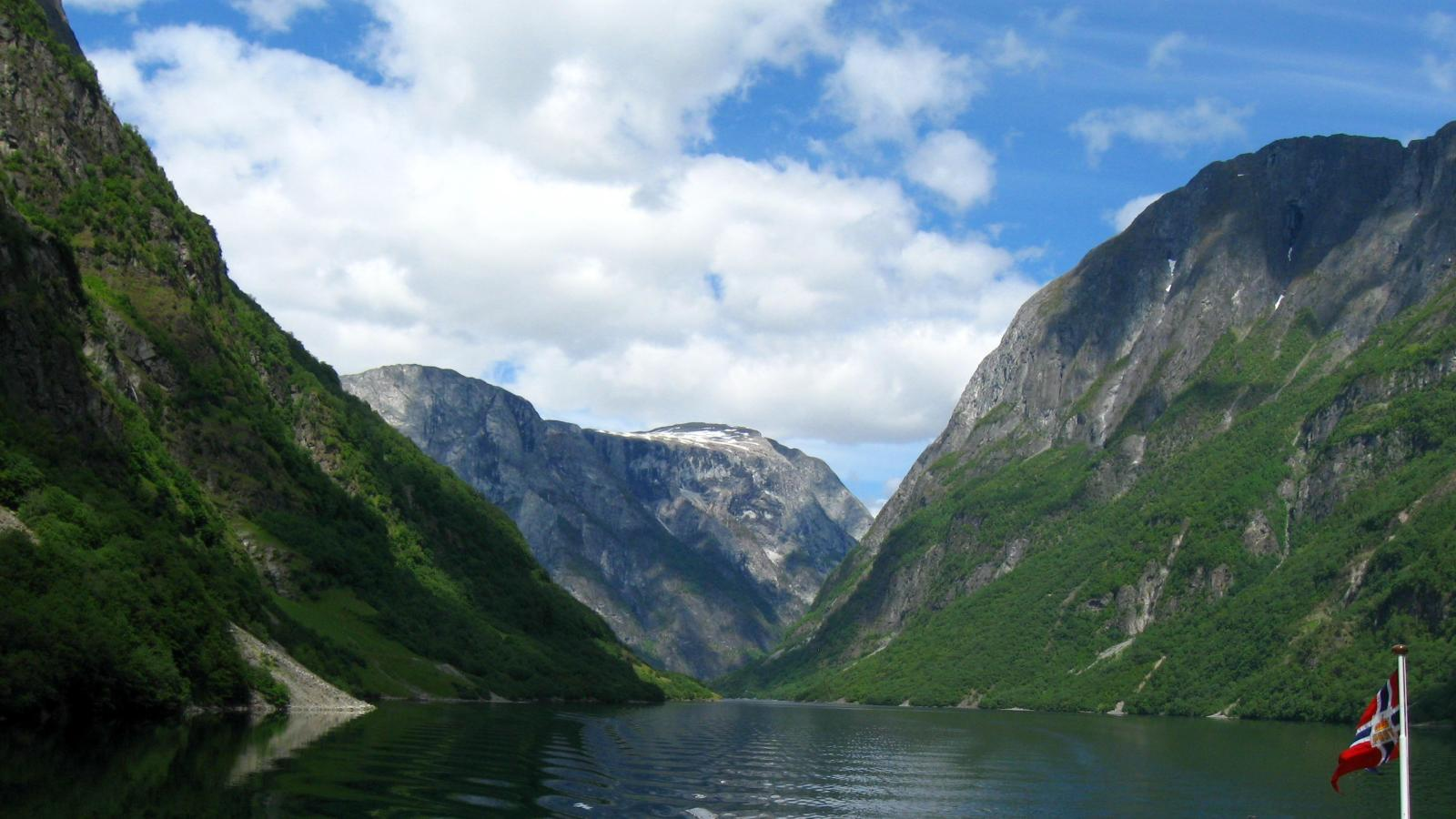
Le Nærøyfjord en Norvège

En 2012, pendant que Michael Giaimo, les animateurs et les artistes dirigent les recherches préparatoires et développent l'aperçu visuel général du film, l'équipe de production travaille toujours sur le scénario en essayant de le rendre toujours plus captivant et convaincant. Ce n'est qu'en novembre 2012 que le scénario définitif est finalement adopté, et le script continue de connaître quelques changements significatifs après cette date,. Ainsi, le défi le plus « redoutable » qu'a rencontré l'équipe des animateurs est le respect des délais : moins d'un an pour transformer le scénario de Jennifer Lee, encore en train d'évoluer, en un véritable film. D'autres films comme Toy Story 2 de Pixar ont été achevés avec un délai encore plus court. Ceci induit « le travail de nuit, heures supplémentaires et stress ». Jennifer Lee estime le nombre de personnes ayant participé à l'élaboration du film à six cents, dont environ soixante-dix pour la lumière, plus de soixante-dix animateurs, ainsi qu'entre dix et quinze scénaristes.
Peter Del Vecho explique l'organisation de l'équipe d'animation : « On a sur ce film des animateurs superviseurs pour des personnages spécifiques sous les ordres de directeurs de personnage. Il arrive que les animateurs eux-mêmes travaillent sur plusieurs personnages mais toujours sous une direction. Il me semble que c'était différent pour Raiponce, par exemple, mais nous faisons ce choix car nous voulions que chacun s'approprie pleinement son personnage pour le développer et de pouvoir transmettre cela à l'équipe. Hyrum Osmond, l'animateur d'Olaf, est réservé mais a une personnalité un peu "fofolle", nous savions qu'il apporterait beaucoup d'humour au personnage. Quant à l'animatrice d'Anna, Becky Bresee, c'est la première fois qu'elle dirige un personnage et nous voulions que ce soit Anna,,. » Le professeur d'art dramatique Warner Loughlin aide les animateurs à bien comprendre les personnages qu'ils sont en train de créer. Pour bien assimiler les émotions de chaque scène, certains animateurs les jouent eux-mêmes : « Je me filme en effet en train de jouer la scène et cela m'aide beaucoup », a raconté le superviseur Rebecca Wilson Breese. Cela l'aide à découvrir des éléments qui rendent la scène plus vraisemblable. L'animateur superviseur d'Elsa est Wayne Uten, qui a demandé ce personnage car il est fasciné par sa complexité. Il développe minutieusement les expressions de son visage pour bien faire ressortir sa peur et la faire contraster avec le caractère d'Anna. Il anime ensuite la respiration d'Elsa grâce aux vidéos des enregistrements vocaux d'Idina Menzel.
Concernant l'aspect et la nature de la photographie, Michael Giaimo est très influencé par le travail du directeur de la photographie Jack Cardiff dans Le Narcisse noir. Cette influence donne, selon lui, une certaine hyper-réalité au film « puisqu'il s'agit d'un film qui utilise la même échelle et que [l'équipe] devait dessiner des fjords norvégiens, je voulais vraiment étudier la notion de profondeur. En ce qui concerne le design, depuis que l'accent a été mis sur les aspects horizontaux et verticaux et sur les fjords. » Le travail de Ted McCord dans La Mélodie du bonheur influence aussi fortement Michael Giaimo. C'est également lui qui a l'idée de filmer La Reine des neiges en CinemaScope, ce qu'approuve John Lasseter. Il veut aussi s'assurer que le fjord, l'architecture et l'art populaire du rosemaling soient des facteurs importants dans la conception de l'environnement de la ville fictive d'Arendelle. Michael Giaimo, qui a de l'expérience dans l'animation traditionnelle, a voulu incorporer des couleurs saturées, ce qui est inhabituel dans l'animation par ordinateur. Un renne (nommé Sage) a également été amené au studio pour permettre aux animateurs d'étudier ses mouvements afin de rendre le personnage de Sven plus réaliste,.
Un autre problème important est celui des costumes. Michael Giaimo savait « dès le début » que La Reine des neiges allait être un film à costumes. Dans cette optique, il appelle à ses côtés la designer Jean Gillmore pour qu'elle travaille en tant que « costumière ». Alors que l'animation traditionnelle intègre simplement les éléments du design du costume avec ceux du personnage, l'animation par ordinateur considère le costume presque comme un autre objet à part entière avec ses propres propriétés et comportements (mouvements). Le film nécessite aussi un niveau de précision encore jamais vu dans les détails et les finitions (boutons, tissus, couture, etc.). Jean Gillmore a expliqué que son approche générale était de combiner le style occidental des années 1840 avec les costumes populaires de Norvège aux alentours du XIXe siècle. Cela implique l'utilisation de tissu en laine avec des accents de velours, de lin et de soie. Pendant la production, Michael Giaimo et Jean Gillmore utilisent divers rayons de ravitaillement pour s'inspirer de véritables échantillons. Ils utilisent aussi bien la bibliothèque d'échantillons de tissus du studio que la boutique de surplus de Disneyland située à Fullerton (Californie),. Les artistes du développement visuel (artistes des textures) créent une simulation peinte digitale de l'apparence des surfaces, tandis que d'autres services s'occupent des mouvements, des gréements et du poids, de l'épaisseur et de l'éclairage des animations des textiles.
Pendant la production, le titre original change de The Snow Queen (« La Reine des neiges ») à Frozen (« Gelée »). Ce renommage suscite des comparaisons avec Tangled (« Emmêlés », titre original de Raiponce). Selon Peter Del Vecho, « le titre Frozen est venu indépendamment de l'autre film Disney, Tangled. C'est parce que, pour nous, cela représente le film. Frozen évoque non seulement la glace et la neige, mais aussi la relation figée entre les deux sœurs, ainsi que le cœur gelé qu'il faut faire fondre. ». Le film conserve le titre original du conte dans certains pays ce que Del Vecho explique par « la richesse de La Reine des neiges dans l'héritage de ces pays », « plus forte » que l'expression Frozen choisie aux États-Unis. En français, il était prévu que le titre soit Frozen : La Reine des neiges, il est finalement simplifié en La Reine des neiges.

#### Progrès techniques
Le studio développe divers outils pour générer des prises de plus en plus réalistes et vraisemblables, en particulier la neige épaisse et son interaction avec les personnages. Disney veut un outil « universel » et organique pour effectuer des effets sur la neige sans avoir à jongler entre plusieurs méthodes. Un certain nombre d'artistes Disney se rendent dans le Wyoming pour expérimenter la marche dans la neige épaisse. Le docteur Kenneth Libbrecht, un professeur de l'Institut de technologie de Californie, est invité pour donner des conférences à l'équipe des effets spéciaux sur la manière dont la neige et la glace se forment, et pourquoi les flocons de neige sont uniques. En utilisant ces connaissances, l'équipe réalise un générateur de flocons de neige qui leur permet de créer ainsi deux mille formes de flocons de neige différentes pour le film.
Un autre défi que doit relever le studio est de produire de la neige qui interagit avec les personnages avec un aspect collant réaliste. Selon le principal ingénieur logiciel Andrew Selle, « La neige n'est ni vraiment un fluide, ni vraiment un solide. Elle se désagrège. Elle peut se compresser en boules de neige. Tous ces effets sont très difficile à saisir en même temps. » Afin de surmonter cela, les ingénieurs logiciel utilisent la physique et les mathématiques avancés (dont la mécanique des fluides numérique) avec l'aide de mathématiciens de l'Université de Californie à Los Angeles, afin de créer un logiciel de simulation de neige appelé Matterhorn. Il est capable de représenter de la neige réaliste dans un environnement virtuel et est utilisé au moins dans quarante-trois scènes dont certaines séquences clés,,,. L'ingénieur Alexey Stomakhin fait référence à la neige comme « un personnage important dans le film » qui a ainsi suscité l'attention des cinéastes. Andrew Selle explique : « Quand vous étirez la neige, elle se casse en morceaux. Tant qu'elle n'a pas de connexion, il n'y a pas de maille, la neige peut se casser très facilement. Cela a donc été une propriété importante dont nous avons profité.[…] Ici, vous voyez Kristoff en train de marcher dans la neige, ses empreintes cassent la neige en petits morceaux. Là, vous voyez Anna sortir et la neige se compacte puis se brise en morceaux. La manière dont cela se passe est très organique. Vous ne voyez pas qu'il y a plusieurs morceaux dès le départ, mais un bloc de neige qui se désagrège. ». Le logiciel est particulièrement utile pour les scènes où des personnages marchent dans de la neige épaisse, car cela assure le fait que la neige réagisse naturellement à chaque pas.
D'autres logiciels sont conçus pour aider les artistes à effectuer des effets difficiles comme Spaces, qui permet aux différentes parties d'Olaf de se séparer et de se reconstruire, Flourish, qui assiste à la direction de mouvements supplémentaires comme ceux des feuilles et des brindilles, Snow Batcher, qui aide à prévisualiser l'apparence finale de la neige, notamment lorsque les personnages y évoluent, et Tonic, qui permet aux artistes de modeler les cheveux des personnages comme des volumes de procédure. Ce dernier logiciel a aussi aidé à animer des éléments de fourrure et de cheveux, comme la coiffure d'Elsa qui contient 420 000 brins de synthèse, alors que le nombre moyen de cheveux pour être humain n'est que de 100 000. Le squelette des personnages est composé de 312 éléments, les costumes ont jusqu'à 245 éléments, ce qui dépasse quantitativement largement les autres films Disney,. Cinquante artistes en effets spéciaux et lumière ont travaillé ensemble pour créer « une seule prise » de la scène où Elsa construit son palais de glace. Sa complexité a demandé trente heures de rendu pour chaque image, avec 4 000 ordinateurs qui travaillaient en même temps,.
En dehors des infographies tridimensionnelles, les cinéastes utilisent aussi des illustrations et croquis 2D pour des éléments et des séquences spécifiques dans le film, comme la magie et les sculptures de neige d'Elsa, ainsi que les fontaines et sols gelés,. L'équipe des effets crée un « plateau de capture », où l'environnement de La Reine des neiges est affiché sur des moniteurs, qui peut être filmé avec des caméras spéciales pour réaliser des scènes en 3D. Le manager en technologie Evan Goldberg explique : « Nous pouvons prendre cet ensemble virtuel qui imite toutes mes actions et le mettre dans une de nos scènes dans le film. »

#### Inspirations scandinaves et Sámi
Les influences culturelles du film viennent de Scandinavie et son atmosphère est principalement inspirée de la Norvège. Quelques monuments historiques norvégiens apparaissent dans le film, comme la citadelle d'Akershus (Oslo), la cathédrale de Nidaros (Trondheim) et le quartier de Bryggen (Bergen). De nombreux autres éléments typiques de la culture scandinave apparaissent également, à savoir : les stavkirker, les trolls, les drakkars, les chevaux de race Fjord, les costumes bunad, et la nourriture (lutefisk chez Oaken),. On peut aussi voir un arbre de mai, et des runes dans le livre que le roi ouvre au début du film pour savoir où se trouvent les trolls. Le débat, ancré dans la culture norvégienne, sur la façon de trancher les bûches de chauffage (écorce vers le haut ou le bas) est également brièvement évoqué dans le film,,,. Il contient aussi des éléments de la culture Sámi comme l'attelage de renne (ou caribou) pour le transport d'équipement, certains costumes (les tenues de coupeurs de glace) ainsi que quelques éléments musicaux, comme le joik, le chant traditionnel sami. Des ornements, comme ceux des colonnes du château et le traîneau de Kristoff, proviennent quant à eux de décorations Sámi duodjies. Cette inspiration sera clairement assumée dans le deuxième opus, pour lequel un verddet – « groupe » – composé de six spécialistes de la culture sami – trois Norvégiennes, deux Finlandais, une Suédoise –, sera constitué pour conseiller les équipes de Disney.
Pendant le travail de terrain en Norvège, l'équipe de production visite Rørosrein, l'entreprise d'une famille Sámi spécialisée dans la production de nourriture pour les rennes et dans l'organisation d'événements touristiques basée à Røros. Arendelle, dont le nom vient de celui de la ville norvégienne d'Arendal est inspirée de Nærøyfjord, une branche de l'un des plus longs fjords de Norvège, le Sognefjord, inscrit au patrimoine mondial de l'UNESCO. L'intérieur du château est quant à lui inspiré d'un château à Oslo, avec des motifs peints à la main.
Ce voyage en Norvège apporte des connaissances essentielles aux animateurs pour imaginer l'esthétique du film en termes de couleur, lumière et atmosphère. Selon Michael Giaimo, ils retiennent trois éléments importants de ce voyage : les fjords, immenses formations rocheuses verticales qui serviront de cadre pour le royaume isolé d'Arendelle ; les églises stavkirker, dont les toitures rustiques triangulaires et les bardeaux ont inspiré la composition du château ; et le rosemaling, dont les motifs d'habillages et de grilles ont façonné l'architecture, les décors et les costumes du film.

### Musique originale

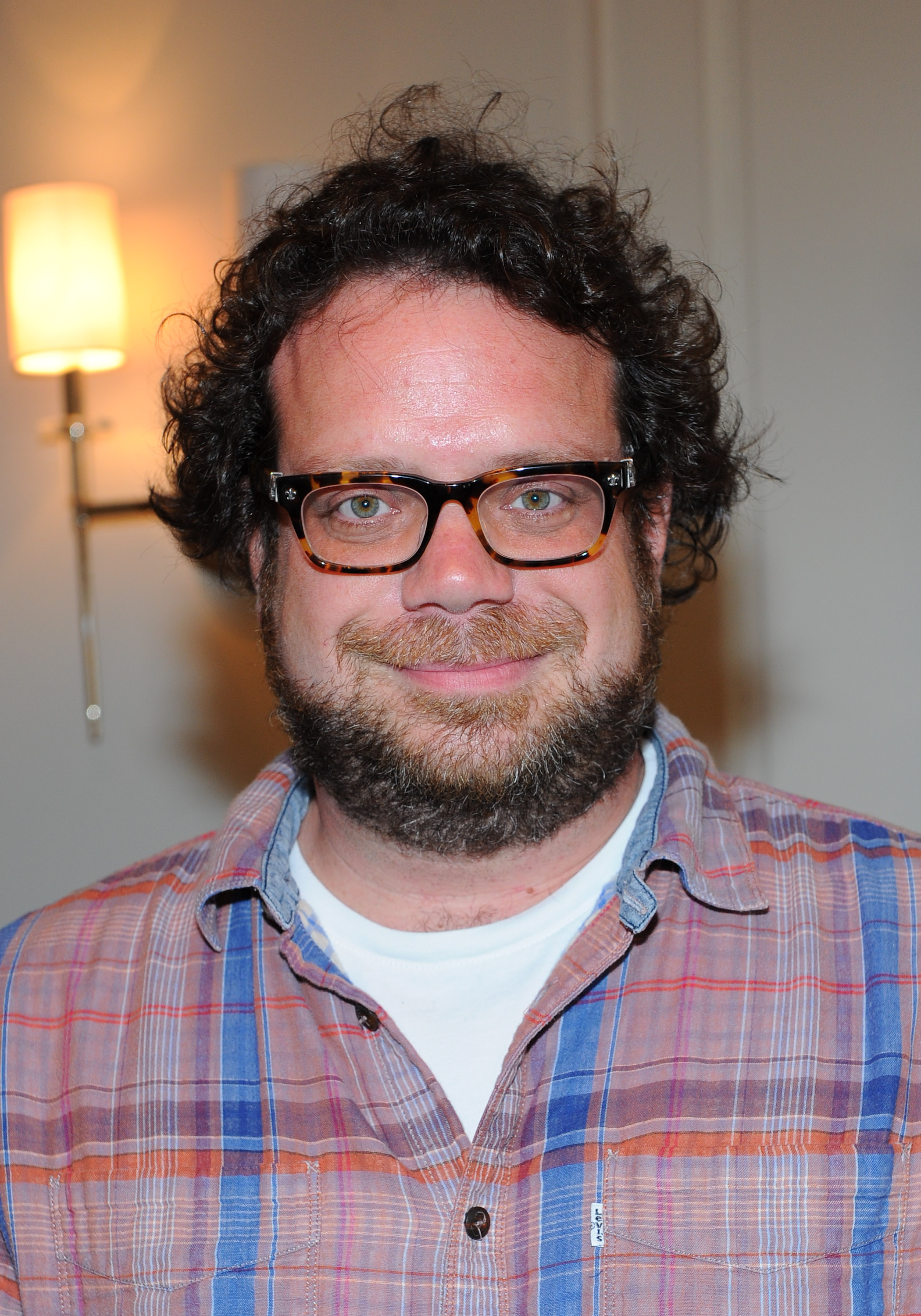
Christophe Beck, compositeur de la musique du film.